# Publiczna debata w sprawie amerykańskiego systemu obrony antybalistycznej

Oficjalne logo agencji MDA i nieoficjalne logo systemu Missile Defense

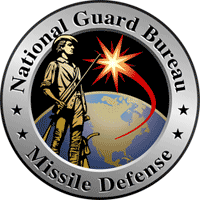
Oficjalne logo Gwardii Narodowej w systemie obrony antyrakietowej

Publiczna debata w sprawie amerykańskiego systemu obrony antybalistycznej – potoczne i medialne określenie amerykańskiego wielonarodowego i wielowarstwowego systemu obrony antybalistycznej Ballistic Missile Defense (BMD) przed rakietowymi pociskami balistycznymi to „tarcza antyrakietowa”.
W 2007 myślano, że system globalnej obrony antyrakietowej Stanów Zjednoczonych ma zostać ukończony w 2035 r. (ok. 55 lat po rozpoczęciu programu SDI), a jego całkowity koszt (według szacunków z 2007) ma wynieść do 2035 roku 1,2 biliona dolarów USA, i tym samym (według szacunków z 2007) będzie to najdroższy program militarny USA poza wydatkami na broń jądrową, pomimo iż w tej kwocie nie wliczono poprzednich programów antyrakietowych ani kosztu używania tego systemu przez 20 lat. System Missile Defence jest rozwijany przez lotnictwo, marynarkę, armię lądową i siły kosmiczne USA. Prace nad systemem koordynuje pod względem naukowym DARPA, a agencja Missile Defense Agency MDA (Agencja Obrony Antybalistycznej) kieruje całym projektem systemu. W opracowywaniu systemu biorą też udział najlepsze instytucje naukowe i ośrodki badawcze: Los Alamos National Laboratory, Sandia National Laboratories, Lawrence Livermore National Laboratory oraz Massachusetts Institute of Technology. Głównym koordynatorem wykonawczym systemu antyrakiet Ground Based Interceptor jest Boeing. Poza Boeingiem, głównymi uczestnikami programu są korporacje: Orbital Sciences – konstruktor i dostawca rakiety nośnej, Lockheed Martin, Raytheon – konstruktor i dostawca głowicy kinetycznej oraz Northrop Grumman – dostawca oprogramowania (systemy kontroli i zarządzania walką), Pratt & Whitney – silnik i Bechtel – bazy GBI. Wykonawcami systemu są także General Electric i General Dynamics.
14 grudnia 2001 r. – zgodnie z przewidzianą w traktacie procedurą – Stany Zjednoczone wystąpiły z Traktatu ABM, gdyż traktat ten ograniczał możliwość obrony USA i ich sojuszników przed atakiem pocisków balistycznych. Traktat ABM utracił swą ważność w dniu 13 czerwca 2002 roku, czyli sześć miesięcy od chwili wystąpienia z niego. W związku z rosnącym, według ocen Białego Domu, zagrożeniem USA atakami ze strony państw określanych jako zbójeckie, prezydent George W. Bush nakazał Departamentowi Obrony w grudniu 2002 opracowanie planu globalnej obrony przeciwrakietowej.
W 2004 zostały zakończone podstawowe prace nad projektem. System, nazywany w Polsce „tarczą antyrakietową” miał dawać Stanom Zjednoczonym możliwość wykrywania, przechwytywania i niszczenia rakiet balistycznych skierowanych w którykolwiek z 50 stanów i 50 państw sojuszniczych.

## Zasięg tarczy przeciwrakietowej
Według planów z 2007 system ma zapewniać ochronę przed ewentualnym atakiem rakietowym z użyciem broni masowej zagłady ze strony tzw. państw bandyckich, takich jak: Iran, Syria, Korea Północna, ale też przed Chinami czy Rosją, czyli państwami potencjalnie w przyszłości niebezpiecznymi, a także przed przypadkowym lub nieautoryzowanym atakiem ze strony innych państw. Gdy system Missile Defense zostanie ukończony, będzie zdolny do obrony przed zmasowanym atakiem ze strony Rosji czy jakiegokolwiek innego kraju. W chwili ukończenia systemu, tarcza będzie zdolna do obrony (Stanów Zjednoczonych i ich sojuszników) przed zmasowanym atakiem rakiet balistycznych wroga naraz, z użyciem wielkiej liczby głowic oraz celów pozornych (atrap głowicy), z dowolnego miejsca na Ziemi w każdej fazie ich lotu.

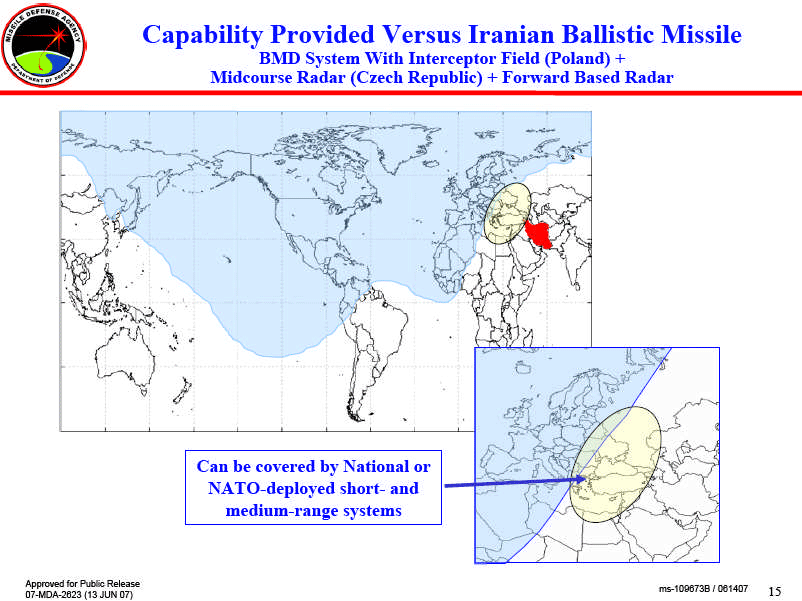
Zasięg obrony antybalistycznej po instalacji pocisków przechwytujących GBI w Polsce oraz radaru w Czechach

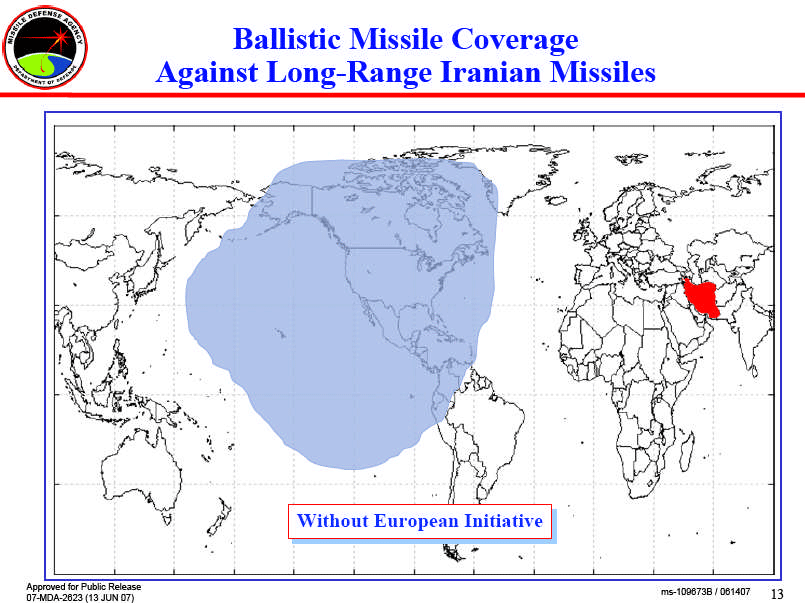
Zasięg lądowej obrony antybalistycznej GMD bez europejskiej części systemu

Według planów z 2007 poza terytorium Stanów Zjednoczonych tarcza antyrakietowa będzie chronić grupę 50 państw (w tym wszystkie państwa NATO):

1. Albanię
2. Australię
3. Belgię
4. Bułgarię
5. Chorwację
6. Czechy
7. Danię
8. Estonię
9. Francję
10. Finlandię
11. Grenlandię
12. Gruzję
13. Hiszpanię
14. Holandię
15. Indie
16. Irlandię
17. Islandię
18. Izrael
19. Japonię
20. Kanadę
21. Koreę Południową
22. Litwę
23. Luksemburg
24. Łotwę
25. Macedonię
26. Niemcy
27. Norwegię
28. Polskę
29. Portugalię
30. Rumunię
31. Słowację
32. Słowenię
33. Tajwan
34. Turcję
35. Ukrainę
36. Węgry
37. Wielką Brytanię
38. Włochy

Według planów z 2007 elementy systemu MD będą się znajdowały na terytorium piętnastu z tych 50 krajów:

1. Czechy
2. Dania/Grenlandia
3. Gruzja
4. Indie
5. Izrael
6. Japonia
7. Korea Południowa
8. Niemcy
9. Norwegia
10. Polska
11. Tajwan
12. Turcja
13. Ukraina
14. Wielka Brytania
15. Włochy

Według planów z 2007 w skład systemu tarczy będą wchodzić:
- Radary:
  - morskie (Sea-Based X-Band Radar – SBX)
  - lądowe (Ground Based Radar – GBR, Forward Based X-Band Radars – FBXB, Ballistic Missile Early Warning System – BMEWS, Cobra Dane)
- Satelity:
  - obserwacyjne (Space Tracking and Surveillance System – STSS)
  - wczesnego ostrzegania (Space-Based Infrared System High – SBIRS)
- Rakietowe systemy antybalistyczne:
  - stacjonarny naziemny system antyrakietowy baz-wyrzutni, oraz mobilne wyrzutnie GBI
  - naziemno-morski system antyrakietowy THAAD-NTW
  - mobilny wieloplatformowy system antyrakietowy KEI
  - powietrzne pociski rakietowe AMRAAM
  - mobilny system rakietowy MEADS
  - mobilny naziemno-powietrzny system rakietowy Patriot PAC-3
  - naziemny system antybalistyczny Arrow 2
- Centrum dowodzenia CMAS (Cheyenne Mountain Air Force Station)

## System Missile Defence

### W Polsce

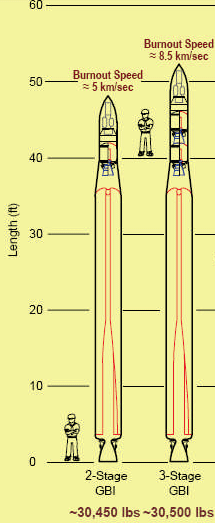
Porównanie rozmiarów dwustopniowej wersji GBI przeznaczonej do instalacji w Europie, ze standardowym, trzystopniowym pociskiem

Polska została wybrana do umieszczenia na jej terytorium bazy systemu GBMD z grupy państw które to poza Polską stanowiły: Czechy, Litwa, Ukraina, Węgry, planowano początkowo też by miał się w Polsce znajdować radar GBR, ale ostatecznie wybrano na jego lokalizację Czechy.
Rządy kolejno Leszka Millera, Marka Belki, Kazimierza Marcinkiewicza, Jarosława Kaczyńskiego i Donalda Tuska prowadziły rozmowy z rządem USA na temat rozmieszczenia części systemu tarczy, tj. wyrzutni pocisków przechwytujących GBI (ang. Ground Based Interceptor – Naziemna rakieta przechwytująca) z pojedynczymi głowicami kinetycznymi EKV (Exoatmospheric Kill Vehicle) zrobionymi w technologii hit-to-kill, w mniejszej od standardowej (trzystopniowej antyrakiety) – dwustopniowej wersji pocisku GBI, na terenie Polski.
W końcu w sierpniu 2008 roku rząd Donalda Tuska podpisał umowę o rozmieszczeniu elementów tarczy antyrakietowej na terenie Rzeczypospolitej.
W 2007 planowano, że baza antyrakiet będzie wyposażona w dwustopniowe GBI, gdyż z Polski do wrogich wyrzutni pocisków balistycznych jest mniejszy dystans niż z USA. Baza antyrakiet będzie chroniła w pierwszej kolejności terytorium USA, w drugiej Izrael, a w trzeciej Europę (w tym także Polskę) w przypadku ataku rakietowego przynajmniej na dwa kraje (np. USA i Litwę). Kolejność ta nie odnosi się do ataku na pojedyncze państwo (np. Polskę) – baza zajmie się od razu ochroną tylko niej.
W 2007 planowano, że tarcza antyrakietowa w Polsce będzie się składać z bazy systemu GMD (ang. Ground-Based Midcourse Defense – Naziemny system obrony antybalistycznej w środkowej fazie lotu), mającej 10 antyrakiet GBI docelowo wyposażonych w 20 głowicowy moduł (ang. Multiple Kill Vehicle – Wielogłowicowy pojazd niszczący) MKV umieszczonych w silosach. Personel bazy będzie składać się z 1200 osób, z czego: 400 operatorów i członków personelu technicznego, 200 żołnierzy sił zbrojnych USA do ochrony 100 km² bazy, a resztę stanowić będą ich rodziny.
Obszar, na którym będą się znajdowały wyrzutnie przeciwrakiet, to prostokąt o wymiarach: 137 na 37 m. Wokół silosów z antyrakietami będzie rozciągać się strefa bezpieczeństwa o promieniu pół kilometra, dostęp do niej będzie miało kilkunastu żołnierzy z upoważnieniem do wystrzelenia pocisków. Żołnierze ci będą przez całą kilkugodzinną służbę obserwowali na ekranach napływające informacje wywiadowcze. Dostęp do całej bazy w tym do wyrzutni antypocisków będzie miało kilku wysokich oficerów polskich, w tym dowódca polskiej jednostki wojskowej zapewniającej bezpieczeństwo z zewnątrz bazy. W promieniu 4,5 km od silosów będzie obszar pełen czujników ruchu. Obszar dostępny dla cywili będzie znajdował się w odległości 14 km od wyrzutni rakiet.
W roku 2007 myślano, że łączny koszt budowy w Polsce bazy i jej wyposażenia wyniesie 3,5 mld USD i zostanie w całości pokryty przez Departament Obrony USA. W razie niebezpieczeństwa bazy, do Polski zostanie wysłana bateria kilku mobilnych wyrzutni THAAD należąca do jednej z brygad US Army. W roku 2007 planowano, że budowa bazy antyrakiet w Polsce ma się rozpocząć na wiosnę 2009 roku i w tymże roku 2007 uważano, że ma się zakończyć w 2014. W roku 2007 myślano, że w 2011 mają pojawić się pierwsze rakiety i baza ma osiągnąć wstępną gotowość bojową, a pełną w 2015 roku.
Według poglądów z 2007 baza pocisków GBI w Polsce miała nie być eksterytorialna, ale decyzje o wystrzeleniu antyrakiet miały podejmować jednostronnie USA, w centrum dowodzenia systemu antybalistycznego znajdującego się pod górą Cheyenne w stanie Kolorado. W roku 2007 myślano, że pociski GBI w Polsce do chwili wejścia przez Iran w posiadanie międzykontynentalnych pocisków balistycznych będą nieaktywne, czyli nie będą umieszczone w wyrzutniach.
W roku 2007 wskazywano, że miejscowość, w której będzie zlokalizowana baza, musi spełniać trzy warunki:
- rzadko zaludniony teren – ze względu na bezpieczeństwo;
- w pobliżu musi znajdować się lotnisko – służące do zaopatrywania bazy;
- duże ilości wody – potrzebne do schładzania wyrzutni po każdym wystrzeleniu antyrakiety.

Najlepiej te kryteria spełnia miejscowość Redzikowo w województwie pomorskim, w której zostanie wybudowana baza Redzikowo Air Force Base.
W roku 2007 planowano, że łącznie elementy tarczy antyrakietowej w Polsce komponentu naziemno-morskiego będą się składać z:
- lądowych stacjonarnych baz pocisków z serii Standard Missile;
- okrętów morskiego systemu bojowego Aegis z pociskami Standard Missile;
- mobilnych zestawów Patriot PAC-3/MEADS;
- mobilnych wyrzutni GBI.

W roku 2007 myślano, że działanie obrony antyrakietowej w Polsce będzie obejmowało wszystkie fazy lotu pocisków balistycznych: Boost Phase (pociski KEI na okrętach z systemem Aegis BMD), Midcourse Phase (pociski GBI z MKV – bez atrap, z atrapami o każdy cel pozorny mniej prawdziwych głowic, niektóre antyrakiety typu SM, oraz Kinetic Energy Interceptor), a resztę w fazie Terminalnej, w niskich jej warstwach (lower tier – system Patriot PAC-3, pociski rodziny SM) fazy końcowej.
W roku 2007 uważano, że szczątki wrogiej głowicy zniszczonej przez antypocisk wystrzelony z Polski, nie spadną na jej terytorium, gdyż do zderzenia głowicy z EKV nie dojdzie nad terytorium Polski tylko dalej. Jest to spowodowane tym iż antyrakieta po wystrzeleniu zanim doleci do wrogiego pocisk to już przeleci znaczny obszar. Ponadto do zderzenia dochodzi w przestrzeni kosmicznej na wysokości 200 kilometrów nad ziemią, więc szczątki głowicy spadną i spalą się w atmosferze. Spalone resztki nie opadną na Polskę nie tylko z powodu innego miejsca na którym doszło do przechwycenia, ale także przez działanie obrotowego ruchu Ziemi.

#### Kontrowersje w roku 2007

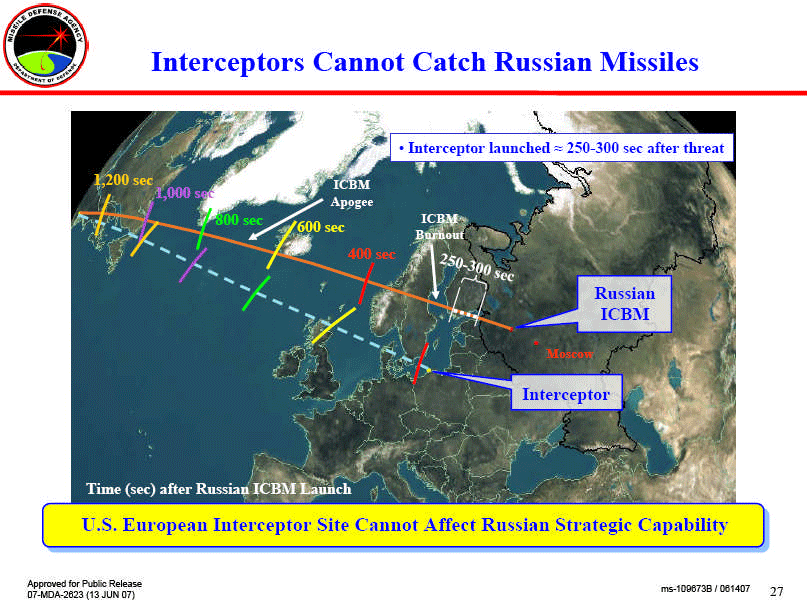
Grafika z prezentacji przedstawionej przez MDA przedstawicielom Unii Europejskiej, dowodząca, iż pociski zainstalowane w Polsce nie będą mogły zagrozić rosyjskim pociskom międzykontynentalnym

Ewentualne rozmieszczenie rakiet przechwytujących na terytorium Polski miało swoich zwolenników i przeciwników.
Zwolennicy projektu, w tym polski rząd oraz prezydent, twierdzili, że „tarcza antyrakietowa” spowoduje wzrost bezpieczeństwa Polski dzięki umieszczeniu na jej terytorium rakiet amerykańskich. Zwiększy możliwości obronne kraju wobec ataków terrorystycznych ugrupowań mogących potencjalnie wykorzystywać broń rakietową, a także Rosji, która od 1999 roku konsekwentnie zwiększa liczbę uzbrojenia konwencjonalnego i rakietowego. Podnosili też argumenty o związanym z tym spodziewanym wzrostem prestiżu Polski i jej znaczenia międzynarodowego. Liczyli w 2007 także na poprawę stosunków ze Stanami Zjednoczonymi, amerykańską pomoc wojskową i możliwy szybszy rozwój gospodarczy terenów lokalizacji baz.
Zwolennicy w 2007 uważali, iż stały udział Polski w różnych inicjatywach międzynarodowych, zmierzających do zablokowania możliwości rozprzestrzeniania się, zagrażających bezpieczeństwu, broni masowego rażenia, jak np. Reżimie Kontrolnym Technologii Rakietowych (ang. Missile Technology Control Regime, MTCR) czy Inicjatywie Przeciwko Proliferacji (ang. Proliferation Initiative, PSI), oraz innych formach współpracy międzynarodowej w tym zakresie, powoduje, iż wdrożenie programu „tarczy antyrakietowej” w Polsce jest w istocie kontynuacją już podjętych zobowiązań i polityki nierozprzestrzeniania broni masowego rażenia.
Zdecydowanym zwolennikiem budowy „tarczy antyrakietowej” w 2007 był prezydent Czech, Václav Havel. Uważał on, iż Czechy odniosą korzyści z budowy w Europie Środkowej amerykańskiego systemu obrony antyrakietowej, a system przyczyni się do umocnienia bezpieczeństwa Czech.
Zdaniem Havla, gwarancją bezpieczeństwa na kontynencie jest ograniczona obecność sił militarnych Stanów Zjednoczonych, gdyż „największym zagrożeniem dla Europy jest sama Europa”. Havel przypomniał w ten sposób, iż w przeszłości to sami Europejczycy wywoływali różne konflikty, które następnie Amerykanie musieli rozwiązywać.
Pozytywnie o tarczy antyrakietowej wypowiadał się w 2007 także generał brygady prof. Stanisław Koziej, teoretyk wojskowości i podsekretarz stanu w Ministerstwie Obrony Narodowej (za czasów koalicji PiS – Samoobrona – LPR), który popierał plany zainstalowania tego systemu w Polsce. Zwracał on także uwagę, iż w drodze negocjacji powinno się uzyskać dobre warunki do realizacji tego projektu, wiążące się z konkretnymi korzyściami dla Polski. Zdaniem prof. Kozieja działania komunistycznego reżimu Korei Północnej, postrzeganego na świecie jako potencjalne zagrożenie dla bezpieczeństwa światowego i jedno z tzw. państw zbójeckich (który w 2006 dokonał udanej próby z bronią atomową), powinny przyspieszyć prace nad „tarczą antyrakietową” i być istotnym argumentem przeciwko jej krytykom, którzy twierdzą, iż jest ona marnotrawieniem pieniędzy. Jego zdaniem: „Obrona antyrakietowa należy do świata przyszłości, będą coraz groźniejsze rakiety, musimy się w tę sprawę włączyć, by – jak ostrzegał klasyk Clausewitz – nie stać się niepilnowanym gościńcem, na którym grasują zbójcy.”.
Plany zainstalowania w Polsce „tarczy antyrakietowej” popierał w 2007 również Zbigniew Brzeziński, amerykański politolog pochodzenia polskiego oraz były doradca do spraw bezpieczeństwa prezydenta USA Cartera, stwierdzając m.in., że „umieszczenie amerykańskiej tarczy w Polsce wzmacnia jej sojusz z USA” i podkreślając jednocześnie, iż w tej sprawie nie należy podejmować pochopnych decyzji, gdyż decyzja o tak dużym znaczeniu wymaga „poważnych negocjacji”
Według zwolenników budowy bazy w Polsce, w tym byłego ministra obrony narodowej Janusza Onyszkiewicza, baza systemu antyrakietowego spowoduje, iż w razie ataku na nią czy resztę kraju USA będą musiały przyjść Polsce z pomocą militarną. Janusz Onyszkiewicz uważa, że tarcza antyrakietowa daje większe gwarancje bezpieczeństwa, niż przereklamowany (zdaniem byłego ministra) artykuł 5 Paktu Północnoatlantyckiego: „Wokół tego sławetnego artykułu zbudowano całą mitologię, jakby chodziło, w razie każdego ataku, o automatyczne zobowiązanie do wszelkiej pomocy ze strony sojuszników. Ale interwencja w Afganistanie unaoczniła, że żadna automatyka nie działa. Na przykład Kanada – z powodu solidarności sojuszniczej – wzięła udział w operacji wojskowej, ale oświadczyła z góry, że jeśli dojdzie tam do poważnych walk, to się z operacji wycofa”.
W roku 2008 prezydent RP Lech Wałęsa w wywiadzie dla dziennika „Corriere della Sera” wydania z 15 listopada 2008 skrytykował negatywną wypowiedź prezydenta Francji Nicolasa Sarkozy’ego o budowie tarczy antyrakietowej w Europie środkowo-wschodniej: „Dyplomacja musi uwzględniać wiele czynników. To jednak wygląda na kolejne rosyjskie zwycięstwo”.
Przeciwnicy, m.in. Samoobrona, PPS, SLD, SDPL, Zieloni 2004 i środowiska alterglobalistów, Inicjatywa Stop wojnie, uważali w 2007, iż w związku z budową elementów „tarczy antyrakietowej” zaistnieje możliwość zwiększenia zagrożenia atakami terrorystycznymi na terytorium polskim i czeskim. Twierdzili w 2007 ponadto, że taka decyzja, ważna politycznie, militarnie i gospodarczo, powinna być rozważona przez Sejm lub nawet poddana pod ogólnonarodowe referendum. W Czechach w 2007 przeciwna była część członków i posłów czeskiej partii Zielonych, czeskich socjaldemokratów i komuniści z Komunistycznej Partii Czech i Moraw.
Zdaniem przeciwników (wyrażanym w 2007) tarcza miałaby służyć wyłącznie interesom polityki amerykańskiej – nie tylko obronnej, ale również ofensywnej – i nie daje żadnych korzyści Polsce.
Przeciwnicy projektu twierdzili w 2007, że poprzednie decyzje udzielenia poparcia wojskowego amerykańskiej polityce ofensywnej (udział w wojnie w Iraku i Afganistanie) nie przyniosły Polsce zapowiadanych korzyści finansowych, politycznych i militarnych, m.in. spodziewanego offsetu za samoloty F-16 lub zniesienia wiz amerykańskich dla Polaków.
W 2006 rząd USA negatywnie wypowiedział się na temat oczekiwanych przez Polskę korzyści w zamian za zgodę na lokalizację wyrzutni na jej terytorium, m.in. spodziewanego wyposażenia Wojska Polskiego w amerykańskie rakiety systemu Patriot lub zniesienia wiz dla Polaków. W 2007 dyrektor wydziału europejskiego w Departamencie Stanu USA, Daniel Fried, przyznał jednak, iż „rząd amerykański jest gotów do pewnych ustępstw” w tych sprawach, podkreślając iż decyzja o lokalizacji tarczy powinna być podjęta wspólnie z polskim rządem.
Według krytyków, instalacja amerykańskich rakiet w Polsce, może znacznie pogorszyć nasze stosunki z sąsiadami, zwłaszcza z Rosją, która negatywnie jest ustosunkowana do projektu. Z krytyką tarczy w 2007 wystąpił w wywiadzie udzielonym „Życiu Warszawy” prof. Roman Kuźniar, były dyrektor Polskiego Instytutu Spraw Międzynarodowych (PISM). Wywiad przeprowadzono tuż przed odwołaniem R. Kuźniara ze stanowiska, a według niektórych doniesień medialnych był on bezpośrednim powodem zmiany w PISM. Rzecznik rządu Jan Dziedziczak w 2007 oświadczył, że dymisja Kuźniara związana była z nową koncepcją funkcjonowania PISM. Prof. Kuźniar w 2007 zwracał uwagę m.in. na to, że system tarczy antyrakietowej będzie – jego zdaniem – praktycznie eksterytorialny i pozbawi Polskę części suwerenności w systemie ochrony państwa. Zdaniem prof. Kuźniara, należałoby się zainteresować konkurencyjnym wobec amerykańskiego, rozwijanym przez Europę, projektem tarczy antyrakietowej, nie wskazując jednak o jaki program chodzi. Przeciwnego zdania z kolei jest profesor, generał Stanisław Koziej: „Z tym, że projekt amerykański jest najbardziej zaawansowany i konkretny, więcej nawet – leży na stole jako jedyny”.
Budowa tarczy antyrakietowej w Polsce spotykała się w 2007 z zastrzeżeniami części posłów parlamentu europejskiego. Javier Solana wyraził obawy, iż może ona wpłynąć na pogorszenie stosunków UE z krajami trzecimi, zwłaszcza z Rosją. Podkreślił, że każde państwo członkowskie ma prawo podejmować decyzje suwerennie, ale Unia powinna mieć wspólną politykę zagraniczną i politykę bezpieczeństwa, dlatego potrzebna jest dyskusja w tej sprawie.
Polski eurodeputowany Andrzej Szejna obawiał się, że budowa tarczy mogłaby doprowadzić do powstania nowej żelaznej kurtyny.
Część krytyków tarczy antyrakietowej, podpierając się analizami niezależnych ekspertów, w tym analizami Jima Atkinsona, twierdziła, że elementy tarczy antyrakietowej, a w szczególności radary, będą służyć również celom szpiegostwa elektronicznego na rzecz USA.
Projekt budowy „tarczy antyrakietowej” spotykała się w 2007 również z krytyką w samych Stanach Zjednoczonych, zwłaszcza ze strony demokratów. Demokratyczny przewodniczący podkomisji ds. stosunków z Europą w Izbie Reprezentantów Robert Wexler twierdził, że system obrony antyrakietowej jest „niesprawdzony” i poważnie naraża na szwank stosunki USA z Rosją oraz sojusznikami USA w Europie.
Były podsekretarz stanu USA ds. kontroli zbrojeń Robert Joseph i były zastępca doradcy prezydenta George’a W. Busha ds. bezpieczeństwa narodowego J.D. Crouch II na łamach dziennika „Washington Post” z 13 marca 2008 oświadczyli, że czekanie na współpracę Rosji z USA w sprawie tarczy antyrakietowej przywróci formalnie i praktycznie wrogość między obu krajami. Eksperci ci uważali, że: „Stany Zjednoczone muszą w sprawie tarczy iść do przodu, tak jak robi to Rosja, gdy stawką są jej żywotne interesy.”, i twierdzą, iż USA powinny „jasno dać do zrozumienia, że Stany Zjednoczone będą ją nadal realizować nawet bez zgody Moskwy”.
Sondaże
Według sondażu CBOS przeprowadzonego na przełomie czerwca i lipca 2007 ponad połowa Polaków (55%) nie chciała umieszczenia bazy tarczy antyrakietowej w kraju, co trzeci obywatel był za umieszczeniem elementów systemu MD w Polsce, a 17% badanych nie miało opinii w tej sprawie. Jednak były wiceminister MSZ Paweł Kowal stwierdził: „To jest ciekawe, że jest taki wynik badania opinii publicznej. Ale ja bym się tym nie przejmował”. Wiceminister uważał, iż na temat tarczy antyrakietowej powinni wypowiadać się eksperci od obronności.
Zgodnie z sondażem opinii społecznej „Gazety Wyborczej”, przeprowadzonym 19 sierpnia 2008 r., większość społeczeństwa – 60% – było za umieszczeniem w Polsce elementów amerykańskiego globalnego systemu antybalistycznego, a 32% było przeciw. Poparcie wzrosło o 27 punktów procentowych, a o 20 pkt. proc. zmalała liczba przeciwników od czasu sondażu przeprowadzonego dla „Gazety Wyborczej” na początku lutego 2008, kiedy to 33% respondentów było za, zaś przeciw było 52%. Według zwolenników tarczy zmiana nastawienia do systemu antybalistycznego społeczeństwa wynika z wybuchu wojny Rosyjsko-Gruzińskiej, po której to część społeczeństwa poczuła się zagrożona militarnie ze strony Rosji. Strach przed Rosją deklaruje 65% społeczeństwa, a przed państwami niebezpiecznymi (Iran, Syria, i Korea Północna) tylko 27% ankietowanych.

#### Stanowisko NATO
Sekretarz generalny NATO Jaap de Hoop Scheffer był zdania iż: „Rosja używa fałszywej argumentacji w sprawie rozmieszczenia elementów amerykańskiej tarczy antyrakietowej w Polsce i Czechach” i, że: „argumenty, którymi Rosja chce wywołać sprzeciw wobec tarczy w niektórych państwach europejskich przez nią podnoszone nie mają nic wspólnego z rzeczywistością”
Scheffer twierdził, że zarzuty Rosji, iż tarcza antyrakietowa może zagrozić jej bezpieczeństwu są nieprawdziwe, ponieważ 10 rakiet przechwytujących nie jest w stanie tego dokonać w żaden sposób i nie osłabia zdolności Rosji do obrony własnego terytorium<. Sekretarz generalny NATO stwierdził także, iż Rosji grożą takie same niebezpieczeństwa jak innym państwom europejskim i wyraził nadzieję, że także Moskwa będzie zainteresowana w przyszłości ochroną ze strony USA lub NATO.
W oficjalnym stanowisku NATO natomiast, organizacja stwierdzała, że kwestia rozmieszczenia na terytorium Polski systemu pocisków antybalistycznych GBI powinna być przedmiotem bezpośrednich rozmów pomiędzy Polska, Stanami Zjednoczonymi i Rosją. Organizacja wyrażała wolę bycia forum dyskusji, jednakże Pakt nie może zastąpić bilateralnych rozmów między zainteresowanymi państwami.
Podczas szczytu NATO w Bukareszcie w kwietniu 2008, wszystkie państwa członkowskie sojuszu zgodziły się na to by na ich terytoriach były umieszczone elementu amerykańskiego systemu antybalistycznego Missile Defense.
Dyplomaci NATO uważali, że: „Wszyscy są zgodni, że istnieje realne zagrożenie ze strony Korei Północnej i Iranu, a zatem tarcza jest bardzo potrzebna”. Organizacja Traktatu Północnoatlantyckiego ogłosiła deklarację szczytu podpisaną również przez polskiego MSZ Radosław Sikorski, w której stwierdzono w punkcie 37 iż:
„Rozprzestrzenianie rakiet balistycznych jest rosnącym zagrożeniem dla sił, terytorium i ludności Sojuszników. System obrony przeciwrakietowej to część szerszej odpowiedzi na to zagrożenie. Uznajemy, że planowane umieszczenie w Europie amerykańskich instalacji obrony przeciwrakietowej będzie poważną kontrybucją do obrony Sojuszników przed rakietami balistycznymi długiego zasięgu”.
W środę 3 grudnia 2008 ministrowie spraw zagranicznych NATO uzgodnili, że europejska część amerykańskiej tarczy antyrakietowej, w tym na terenie Polski i Czech, będzie działać w ramach systemu obrony antyrakietowej państw sojuszu, w każdej konfiguracji. R. Sikorski stwierdził po spotkaniu: „Sojusz przyjął do akceptującej wiadomości podpisanie przez Polskę i Republikę Czeską umów o umieszczeniu na naszym terytorium elementów amerykańskiego systemu obrony przeciwrakietowej. Co więcej, elementy techniczne systemu w każdym możliwym scenariuszu będą częścią natowskiego systemu – powiedział na konferencji prasowej polski minister spraw zagranicznych”.

#### Stanowisko Rosji
W 2008 były prezydent Rosji Władimir Putin stwierdził: „Zbudujcie sobie tę tarczę we Francji albo we Włoszech, wybudujcie ją sobie, gdzie tylko chcecie, ale nie umieszczajcie jej w Polsce ani w Czechach”.

#### Negocjacje
22 maja 2007 na konferencji w Pradze prezydenci Polski i Czech, Lech Kaczyński i Václav Klaus uzgodnili wspólne stanowisko w sprawie „tarczy antyrakietowej”. Polski prezydent stwierdził m.in., iż: „nie chcemy jakichś specjalnych korzyści, chcemy świata, który będzie bezpieczniejszy”. Z kolei Václav Klaus podkreślił dobrą wolę w stosunkach z Unią Europejską, mówiąc iż Polska i Czechy są „maksymalnie zainteresowane bardzo dobrymi stosunkami ze wszystkimi krajami UE”. Prezydent Klaus zaznaczył jednak, iż wzajemne stosunki ze Stanami Zjednoczonymi są suwerenną częścią polityki obu krajów. Zdaniem Lecha Kaczyńskiego defensywny charakter tarczy antyrakietowej daje „pewne gwarancje” bezpieczeństwa. Prezydent Kaczyński podkreślił także pełną solidarność z Czechami w sprawie „tarczy antyrakietowej”.
Na rozmowy intencyjne w sprawie ewentualnej budowy w Polsce bazy rakiet przechwytujących systemu Missile Defence przybyła 23 maja do Warszawy ekipa pod przewodnictwem podsekretarza stanu USA Johna Rooda. Amerykanie wskazali wtedy już konkretne miejsce, gdzie chcieliby umieścić bazę. Nieoficjalnie wiadomo było, że jest to na północy Polski koło Redzikowa. Status prawny żołnierzy USA stacjonujących w bazie miał być uregulowany w ramach „status of forces agreement”, czyli przez standardową procedurę prawną opracowaną dla NATO. Polscy dyplomaci odrzucają koncepcję eksterytorialności bazy, tak samo też amerykańscy dyplomaci jak np. Kenneth Hillas: „Nie mówimy tutaj o żadnym rozwiązaniu, które miałoby być eksterytorialne”.
17 lipca 2007 prezydent Lech Kaczyński, po wizycie w Stanach Zjednoczonych, potwierdził iż kwestia budowy tarczy antyrakietowej w Polsce jest już przesądzona. Według ustaleń negocjacyjnych baza pocisków tarczy antyrakietowej ma powstać w miejscowości Redzikowo w województwie pomorskim, a jej budowa w Polsce rozpocznie się w 2009.
Podczas wizyty w USA na początku lutego ministra spraw zagranicznych Polski Radosława Sikorskiego publicznie oświadczono, że USA spełnią warunek wyposażenia w system rakietowy Patriot PAC-3 polskie siły zbrojne, które to Patrioty będą działać w ramach systemu MEADS. Baterie systemu Patriot w Polsce będą należeć do mobilnego natowskiego systemu antyrakietowego, co oznacza iż będą mogły być używane nie tylko na terenie kraju, ale też we wszystkich misjach NATO w których bierze udział Polska. Minister Radosław Sikorski podczas wspólnej konferencji z Condoleezzą Rice powiedział: „Jestem zadowolony z propozycji amerykańskich”, oraz „mamy porozumienie co do zasad goszczenia w Polsce wyrzutni rakiet będącej częścią amerykańskiej tarczy antyrakietowej”.
Dzięki temu, iż Czechy były wówczas na końcowym etapie negocjacyjnym z USA, Polska przyśpieszyła z własnymi negocjacjami, gdyż oba kraje chciały jednocześnie podpisać umowę z USA przed szczytem NATO, który odbywał się od 2 kwietnia do 4 kwietnia 2008 w stolicy Rumunii.
25 lutego 2008 r. były premier Polski Jarosław Kaczyński oświadczył w sprawie tempa polskich negocjacji względem czeskich iż: „Czesi idą dobrą drogą i mamy szansę iść taką samą”. 27 lutego 2008 r. minister spraw zagranicznych RP Radosław Sikorski otrzymał od USA „non-paper” (nieoficjalny dokument) mający charakter niejawny, będący odpowiedzią USA na warunek zwiększenia pomocy wojskowej Polsce.
Szef rządu Czech Mirek Topolánek podczas wywiadu przeprowadzonego 3 marca 2008 dla czeskiej telewizji publicznej oświadczył iż Polska taktyka negocjacyjna oparta na żądaniach od USA w zamian za zgodę na budowę bazy antyrakiet jest zła, gdyż budowa amerykańskiego systemu antybalistycznego leży w interesie europejskich państw członkowskich NATO.
Według byłego przewodniczącego sejmowej komisji spraw zagranicznych i posła na Sejm RP Pawła Zalewskiego Polska i cała Europa potrzebują amerykańskiego systemu antybalistycznego, gdyż uważa iż: „Polska instalując tarczę antyrakietową jest wsparciem dla bezpieczeństwa USA i Europy.” stwierdził poseł w poniedziałek 10 marca 2008 podczas audycji radiowej w Trójce.
Podczas spotkania premiera Polski Donalda Tuska w Waszyngtonie 10 marca 2008 roku z prezydentem USA George’em Bushem głównym tematem rozmów była kwestia umieszczenia w Polsce elementu tarczy antyrakietowej. George Bush na wspólnej konferencji prasowej oświadczył iż: „Tarcza jest konieczna, jesteśmy przekonani, że Polacy są zadowoleni z tego pomysłu.” oraz oznajmił, że USA zgodziły się na unowocześnienie polskich sił zbrojnych poprzez przekazanie nowoczesnego sprzętu wojskowego. Prezydent USA obiecał iż przedstawi pakiet propozycji modernizacji polskiej armii do stycznia 2009 r. i stwierdził też, że „są różne problemy, ale jest konieczne, aby polska armia była modernizowana”. Premier Tusk powiedział iż:
„Naszą wspólną intencją jest współpraca nad wszystkimi aspektami globalnego, polskiego i amerykańskiego bezpieczeństwa, nad wspólną instalacją antyrakietową.” oraz według premiera Polski przełom w negocjacjach z Ameryką to: „przekonanie, że prezydent (USA) precyzyjnie rozumie nasze oczekiwania”, gdyż wspólne intencje (Polski i USA) są jednoznaczne. Donald Tusk oznajmił podczas tej wizyty w Waszyngtonie iż kwestie techniczne systemu tarczy będą uzgadniane przez ekspertów, a USA przedstawiło trzy deklaracje z czego jedna z nich zobowiązuje do tego by to Stany Zjednoczone przekonały o słuszności budowy tarczy antyrakietowej Rosję, a nie Polska.
12 marca 2008 r. w Słupsku były szef Agencji Obrony Antyrakietowej, ówczesny ekspert Missile Defense Advocacy Aliance (Sojusz Wspierania Obrony Antyrakietowej), organizacji której celem jest wspieranie inicjatywy obrony antybalistycznej generał Ron Kadish potwierdził iż jedynym miejscem gdzie planuje się zbudować bazę GMD w Polsce jest Redzikowo koło Słupska: „Według mojej najlepszej wiedzy najlepsza lokalizacja jest w Słupsku (Redzikowo).”.
W środę 26 marca 2008 rząd Donalda Tuska wysłał oficjalną odpowiedź na propozycję USA umieszczenia elementów systemu obrony antyrakietowej w Polsce. List zawiera zgodę na skrócenie negocjacji o pomocy wojskowej od USA z 6 miesięcy do trzech, oraz spis polskich warunków m.in. o wielomiliardowej pomoc wojskowej w tym o przekazaniu Polsce mobilnych zestawów rakietowych Patriot PAC-3, oraz otwiera ostatni etap negocjacji z USA który ma zakończyć się pod koniec czerwca 2008 podpisaniem porozumienia w sprawie pomocy finansowej dla polskiej armii, oraz zgodą na umieszczenie części tarczy antyrakietowej.
W czwartek 27 marca 2008 roku szef polskiego MSZ Radosław Sikorski rozmawiał przez godzinę poprzez telekonferencję z 12 znaczącymi analitykami spraw zagranicznych w Waszyngtonie, którzy doradzają kandydatom na prezydenta w wyborach w 2008 r. o polskiej części systemu tarczy antyrakietowej. Rozmowa ta była przełomowa w negocjacjach Polski z USA w sprawie umieszczenia elementów systemu obrony antybalistycznej w Polsce, eksperci którzy rozmawiali z ministrem Sikorskim zgodnie twierdzą iż przekaz Polski był wyraźny: „Polska będzie gościć tarczę w zamian za pomoc wojskową USA.”, oraz uważają, że: „Sikorski dał do zrozumienia, iż do porozumienia może dojść jeszcze wiosną.”.
W czwartek 14 sierpnia 2008 o godzinie 20.45 negocjator polski Andrzej Kremer podpisał z amerykańskim negocjatorem Johnem Roodem porozumienie o budowie i stacjonowaniu w Polsce bazy antyrakiet.
Umowa zakładała m.in., że:
- USA znacząco pomogą w wyposażeniu w nowoczesne technikę Wojska Polskiego[47].
- Ameryka zobowiązała się do ochrony wojskowej Polski, w razie ataku militarnego, i nie tylko państw trzecich[47].
- Powstanie rada polsko-amerykańska Grupa Konsultacyjna ds. Współpracy Strategicznej analizująca i przeciwdziałająca zagrożeniom z innych państw[47].
- Polska armia zakupi od USA do 2018 roku[48] docelowo przynajmniej[47] kilkanaście[49] (najprawdopodobniej 19) baterii (ok. 2 bataliony) Patriot PAC-3, wyposażonych w 1800 antyrakietowych/przeciwlotniczych pocisków[13].
- Baza systemu antyrakietowego USA powstanie w Redzikowie[50].
- Siły Powietrzne RP zakupią[50] dodatkowe kilkadziesiąt samolotów wielozadaniowych (ok. 50) F-16[47].
- Powstanie też druga baza antyrakietowa na terytorium Polski, w której będzie stacjonował garnizon amerykańskich żołnierzy liczący 120 osób[51], wyposażony w kilka baterii Patriot liczących po 96 pocisków PAC-3[47]. Baza ta będzie istnieć do czasu wyposażenia polskich sił zbrojnych w system Patriot[50].
- Polski oddział żołnierzy będą chronić z zewnątrz bazę[50], a jego dowódca będzie miał dostęp do całej strefy chronionej[13].
- USA zobowiązują się wspierać, szkolić i rozwijać możliwości obrony antyrakietowej, przeciwlotniczej i antyterrorystycznej Polski[52].
- Stany Zjednoczone będą wspierać wspólne prace sektora przemysłowo-technologiczno-wojskowego[17].
- USA będą dostarczać Polsce informacje dotyczące zagrożeń bezpieczeństwa Polski[17].

Na przyśpieszenie negocjacji zakończonych porozumieniem ze Stanami Zjednoczonymi, miała duży wpływ wojna w Gruzji.
Gen. Stanisław Koziej powiedział na temat parafowania umowy: „Porozumienie jest korzystne dla bezpieczeństwa Polski. Nie daje maksymalnych korzyści, ale nigdy w negocjacjach nie uzyskuje się 100%. Istotne jest, aby nie były to wyłącznie baterie amerykańskie, ale by te środki wprowadzone były bezpośrednio do wyposażenia sił zbrojnych Rzeczypospolitej”.
Minister SZ Radosław Sikorski stwierdził, że: „Zbieramy żniwo wielomiesięcznej pracy (...) Nasza współpraca polityczno-wojskowa wchodzi na nowy, wyższy szczebel”. Dodał też, że ma z porozumienia satysfakcję, oraz iż porozumienie jest dobre dla Polski, Stanów Zjednoczonych i NATO, a „powinni obawiać się go tylko źli ludzie”.
Rzeczniczka Białego Domu Dana Perino oświadczyła w sprawie osiągniętego porozumienia, iż: „Oczywiście cieszymy się z takiego stanu rzeczy. Uważamy, ze tarcza antyrakietowa w znacznym stopniu przyczyni się do zwiększenia kolektywnego bezpieczeństwa NATO” dodała także, że: „Prezydent był bardzo zadowolony z tego faktu”.
Zdaniem rzecznika prasowego prezydenta Polski Michała Kamińskiego: To będzie sukces poprzedniego rządu, który te negocjacje prowadził, sukces obecnego rządu i będzie to sukces prezydenta, który negocjacjom patronował. To będzie sukces Polaków, bo będą mogli czuć się bezpieczniejsi.
Według Piotra Kownackiego wiceszefa Kancelarii Prezydenta RP: „Teraz będziemy mogli czuć się bezpieczniej”, oraz powiedział w TVP także, że podczas spotkania w Tbilisi Lech Kaczyński rozmawiał z Radosławem Sikorskim w sprawie tarczy antyrakietowej.
Rząd polski we wtorek 19 sierpnia 2008 przyjął uchwałę udzielającą pozwolenie na podpisanie umowy na temat tarczy antyrakietowej.
Tego samego dnia premier Rzeczypospolitej Polskiej Donald Tusk oświadczył na konferencji prasowej, że jego zdaniem: „Zamiast instalacji, która chronić miała kraje trzecie, kraje NATO przed atakiem ze strony państw, gdzie jest zagrożenie terrorystyczne, wynegocjowaliśmy porozumienie, którego istotnym elementem jest decyzja o tym, że polskie terytorium będzie bronione”. Oraz dodał także, że: „To pierwszy raz w historii niepodległej Polski po roku 1989 uzyskaliśmy praktyczny wymiar naszego postulatu, naszego ogólnonarodowego marzenia, aby uczestniczyć w potężnym systemie obronnym, którego celem jest także obrona polskiego terytorium, na wypadek zagrożenia ze strony państwa trzeciego”.
Według szefa rządu umowa to: „dobre porozumienie dla polskiego bezpieczeństwa”, za którą „warto za to zapłacić pewną cenę”, jego zdaniem Polska i USA „mają powody do zadowolenia”. Uważa też, że nie trzeba się spieszyć z ratyfikowaniem umowy przez Sejm przed wyborami w USA, gdyż obaj kandydaci na prezydenta zarówno John McCain, jak i Barack Obama są za budową systemu antyrakietowego (GBMD).
W przeddzień podpisania umowy, prezydent Lech Kaczyński wygłosił orędzie w tej sprawie do polskiego społeczeństwa, w którym min. powiedział iż: „Jutro ważny dzień w naszej historii. Jutro podpisana zostanie umowa pomiędzy rządem Rzeczypospolitej a rządem Stanów Zjednoczonych w sprawie instalacji w Polsce elementów tarczy antyrakietowej. Tarcza, która – co warto podkreślić – nie jest bronią ofensywną, ma ochraniać nas i naszych sojuszników przed atakiem rakietowym. Tarcza jako instalacja wyłącznie obronna nie jest wymierzona w kogokolwiek. Dlatego też nikt, kto ma dobre intencje względem nas, czyli świata zachodniego, nie powinien się jej obawiać. Polska w tej sprawie podejmuje suwerenną decyzję. Ma do niej prawo jako kraj niepodległy, który sam decyduje o swojej polityce. Nikt nie może dyktować Polsce, co ma robić. Te czasy minęły.
I każdy z sąsiadów musi dziś żyć ze świadomością, że nasza ojczyzna nie da się już nikomu podporządkować i zastraszyć. Instalacja tarczy w Polsce to nie tylko wzmocnienie naszej pozycji w świecie ukazujące ważną geopolityczną rolę Polski, ale także jasny dowód na umocnienie naszego sojuszu z najsilniejszym państwem świata, ze Stanami Zjednoczonymi Ameryki Północnej. Jest to niezwykle ważne, bo choćby ostatnie dni pokazują, że Stany Zjednoczone są w stanie twardo występować w obronie swych sojuszników. Właśnie dlatego od samego początku byłem osobiście bardzo zaangażowany w ten projekt. Robiłem wszystko, by z jednej strony przekonać do jego przyjęcia tu w Polsce, a z drugiej strony wskazywać naszym amerykańskim przyjaciołom na potrzebę ich znaczącego zaangażowania w polityczne i militarne umocnienie naszego sojuszu. Dziś tak się właśnie dzieje.
I dlatego chciałbym podziękować wszystkim, którzy pomogli mi urzeczywistnić ten ważny dla Polski plan. Chciałbym podziękować poprzedniemu i obecnemu rządowi, dyplomatom i wysokim urzędnikom państwowym. Wykonaliście dla Polski dobrą pracę. Podpisanie umowy z Amerykanami to ważny element w moim planie dla Polski.
20 sierpnia 2008 roku w Warszawie w siedzibie Ministerstwa Spraw Zagranicznych Radosław Sikorski z amerykańskim odpowiednikiem Condoleezzą Rice podpisali główną umowę o budowie elementów amerykańskiego systemu obrony antyrakietowej na terytorium Polski.
Ratyfikacja zawartej obustronnej umowy ma zostać ratyfikowana przez parlamentarzystów polskich do końca 2008.
Po podpisaniu umowy o instalacji antyrakietowej w Polsce, polski premier D. Tusk stwierdził iż: Chciałem serdecznie podziękować wszystkim, którzy przyczynili się do finału umowy, w tym prezydentowi Lechowi Kaczyńskiemu”. Wyraził też wdzięczność dla USA „za pełne zrozumienie dla polskich postulatów”, oraz zaznaczył, że: „praktycznym wymiarem przełomowego porozumienia z USA będzie obecność baterii rakiet Patriot na terytorium Polski”.
Prezydent Lecz Kaczyński skomentował podpisanie umowy: „Bardzo się cieszę, że niezależnie od wahań, jakie się zdarzały, mamy dobrą umowę. To jest najważniejsze. Były chwile napięcia – są za nami. Cel strategiczny został osiągnięty”.
Amerykańska sekretarz stanu C. Rice powiedziała już po podpisaniu dwustronnej umowy: „W dzisiejszym czasach bardzo ważne jest, by mieć przyjaciół. Ale jeszcze ważniejsze – by mieć przyjaciół, którzy mają wspólne wartości i plany. Polska jest takim przyjacielem USA”. Jej zdaniem: „Negocjacje bywały twarde, ale nigdy nie były nieprzyjazne”.
Według eksperta Marcina Nowickiego z Instytutu Badań nad Gospodarką Rynkową baza systemu antyrakietowego USA w Redzikowie przyśpieszy niektóre inwestycje min. drogi dojazdowe wokół bazy które sfinansują amerykanie, życie mieszkańców dzięki temu ma się poprawić. Jednak lotnisko z kolei nie będzie miało charakteru cywilnego, gdyż będzie potrzebne w bazie antyrakietowej jako zaplecze logistyczne. Minister obrony narodowej Bogdana Klicha uważa, że: „umiejscowienie bazy to okazja dla Słupska na rozwój cywilizacyjny”.
Premier Tusk w poniedziałek 25 sierpnia 2008 r. podczas spotkania z lokalnymi samorządowcami z okręgu słupskiego powiedział, że: „Wszyscy uczestnicy spotkania wierzą głęboko w możliwość współpracy – od sołectwa, przez gminę, starostwo, miasto Słupsk i całe województwo. Chcemy połączyć nasze wysiłki, począwszy od informacji, a skończywszy na pieniądzach”. Stwierdził również iż: „wspólnota lokalna musi mieć poczucie, że tarcza to nie tylko instalacja militarna, ale także „rozwojowa szansa dla regionu”.
W piątek 29 sierpnia 2008 Donald Tusk w Słupsku tłumaczył się z podpisania umowy o budowie bazy antyrakiet koło Słupska: „Nie jest nam potrzebna pomoc amerykańska kiedy będziemy martwi. Martwi nie czekają na odsiecz i dlatego (...) rachunek zagrożenia – szanse, wzrost zagrożeń-wzrost bezpieczeństwa kazał nam to podpisać”. Według premiera w razie wybuchu wojny Redzikowo będzie najbezpieczniejszym miejscem w kraju, oraz jednym z najlepiej bezpiecznych miejscowości w Europie. Prezes Rady Ministrów obiecał, że Redzikowo z okolicami dostanie rekompensatę za ulokowanie w jej pobliżu bazy systemu antybalistycznego.
W środę 8 października 2008 r. ambasador USA w Polsce Victor Ashe spotkał się z samorządowcami z powiatu słupskiego. Ambasador zapewnił ich, że baza GMD nie stworzy żadnych problemów przy nowych inwestycjach w regionie, oraz działalności biznesowej, stwierdził także, iż wszędzie, gdzie powstały bazy wojskowe Stanów Zjednoczonych, miały one korzystny wpływ na lokalną gospodarkę. Victor Ashe jest przekonany iż baza systemu antyrakietowego zachęci amerykańskie firmy do inwestowania w okolicach bazy.
Według premiera Polski Tuska Rosja nie powinna się wtrącać do negocjacji polsko-amerykańskich dotyczących budowy bazy antyrakietowej w Polsce, oraz próbować naciskać na nie, gdyż: „Tarcza antyrakietowa dotyczy umów wyłącznie między Polską a USA. Państwa trzecie nie są częścią tych negocjacji.”.
Podczas spotkania w Monachium 7 lutego 2009 wiceprezydent USA Joe Biden zakomunikował iż rząd Baracka Obamy będzie prowadzić nadal rozbudowę systemu tarczy antyrakietowej. D. Tusk na konferencji przypomniał, że Polska zgodziła się na budowę bazy systemu antyrakietowego, według polskiego premiera stosunek USA do projektu tarczy się nie zmienił.
17 września 2009 r. Barack Obama ogłosił zmianę koncepcji obrony przeciwrakietowej.

#### Zaproszenie Rosji do udziału w stworzeniu systemu
28 marca 2010 sekretarz generalny NATO, Anders Fogh Rasmussen zaprosił Rosję do wzięcia udziału w ogólnym systemie obrony przeciwrakietowej dla rejonu Euroatlantyckiego. „Uważam, że pracując wspólnie nad systemem obrony przeciwrakietowej, NATO i Rosja będą w stanie stworzyć „tarczę” bezpieczeństwa dla całego rejonu Euroatlantyckiego”, oświadczył Rasmussen. „Potrzeba nam takiego podejścia do systemu obrony przeciwrakietowej, w którym bierze się pod uwagę nie tylko wszystkie kraje NATO, ale też Rosję. Jeśli zbudujemy „tarczę” razem, wszyscy ludzie od Vancouver po Władywostok będą wiedzieć, że są częścią jednego społeczeństwa, któremu zapewniono trwałe bezpieczeństwo; społeczeństwa, stykającego się z realnymi niebezpieczeństwami i stosującego realne technologie”, powiedział przewodniczący Paktu Północnoatlantyckiego. „Jestem w pełni przekonany, że kiedy te kroki zostaną podjęte, będziemy w stanie stworzyć system obrony, który nie tylko zabezpieczy społeczeństwo euroatlantyckie, lecz także zjednoczy je.”

### W Czechach
W 2007 planowano na terenie Czech zbudowanie bazy radarowej będącej częścią systemu bazowania naziemnego obrony antybalistycznej w środkowej fazie lotu. Projekt ten popierał czeski rząd premiera Mirka Topolánka i ówczesny prezydent Czech Václav Klaus. 5 czerwca 2007 r. Czechy zgodziły się na amerykańską propozycję, by umieścić część systemu tarczy (stację radarową) na terytorium Czech. W 2007 planowano, że system MD w Czechach będzie się składał z bazy radarowej wyposażonej w Ground Based Radar (GBR, ang. Radar naziemnego bazowania), przy czym radar zostanie przeniesiony do Czech z Wysp Marshalla, gdzie został umieszczony tam 10 lat wcześniej.
GBR jest lądową wersją Sea-Based X-Band Radar, będącym tak jak SBX radarem firmy Raytheon pracującym w paśmie X. Jego ośmiokątna antena ma powierzchnię 384 m², średnicę 12 i składa się z 81 tys. modułów obracających się wewnątrz okrągłej kopuły o średnicy 36,6 m. Cała ruchoma część anteny waży ponad 386 ton. Antena obraca się ±178° w poziomie i 0-90° w pionie. Zakres jej poszukiwań wynosi 53-110° w azymucie i ±20° w pionowej płaszczyźnie. Trwała moc radaru wynosi 480 kW, a do zasilania są mu potrzebne 2 MW, jednak w impulsie moc radaru wynosi 80 megawatów. Dzięki tak dużej mocy w pojedynczym impulsie o zasięgu 25 kilometrów radar może też być zastosowany jako broń do atakowania celów nie odpornych na silną wiązkę promieniowania elektromagnetycznego np. samolotów wroga. Radar ten wykrywa cele o wielkości piłki bejsbolowej znajdujące się w odległości 6700 km i na pułapie od 400 do 2 tys. km, później lokalizuje je i wylicza parametry przechwycenia ich. Personel bazy będzie się składał z 660 osób w tym: 60 operatorów radaru, 200 osób personelu pomocniczego i 100 żołnierzy USA do ochrony bazy, resztę stanowić będą ich rodziny.
W 2007 planowano, że koszt budowy stacji radiolokacyjnej wyniesie 551 milionów dolarów, a jej wyposażeniem zajmie się Boeing. W 2007 planowano, że przeniesienie radaru do bazy ma rozpocząć się w 2011 i zakończyć w 2012, a uruchomienie systemu radarowego planowano się na luty 2013. W 2007 planowano, że wokół bazy z radarem znajdować się będzie 50-kilometrowa tzw. wolna strefa, ponieważ radar wytwarza duże pole elektromagnetyczne, które zagłusza wszystko co opiera się na promieniowaniu elektromagnetycznym, wszelką elektronikę i łączność radiową. W 2007 planowano, że baza radarowa będzie znajdować się w zachodniej części bazy wojskowej Brdy i łącznie ze strefą bezpieczeństwa zajmie obszar 2 na 2 km.
Baza wojskowa Brdy znajduje się około 100 km na południowy zachód od stolicy Czech – Pragi. W 2007 planowano, że głównym zadaniem tego radaru ma być wykrywanie pocisków balistycznych wystrzelonych z bliskiego wschodu np. z Iranu, namierzanie toru lotu głowicy (minutę po odpaleniu w pierwszej fazie lotu) oraz naprowadzanie na nich antyrakiet GBI z bazy GMD w Polsce (5 minut po wystrzeleniu pocisku – faza środkowa). W 2007 planowano, że GBR będzie współpracował z mobilnym radarem w Gruzji (odróżniającym prawdziwe głowice od sztucznych), i z pociskami antybalistycznymi umieszczonymi na okrętach na Morzu Śródziemnym. Według poglądów z 2007 stacja radarowa nie będzie eksterytorialna, a do chwili uzbrojenia się Iranu w międzykontynentalne pocisk balistyczne radar będzie „uśpiony”, czyli nieaktywny.
5 czerwca 2007 polskie media poinformowały o demonstracji ok. 2 tysięcy przeciwników tarczy w czasie wizyty prezydenta Busha w Czechach. Podały też, że wtedy 2/3 czeskiego społeczeństwa była przeciwna umieszczeniu części systemu antyrakietowego na terenie ich kraju. Według sondażu opinii społecznej Czech przeprowadzonego 7 października 2008 roku liczba zwolenników instalacji części systemu antybalistycznego USA wynosiła 38% ludności kraju, a przeciw było 55%, co daje wzrost w ciągu roku o 10% zwolenników budowy bazy, oraz spadek o 5% jej przeciwników. Według informacji czeskiej służby kontrwywiadowczej ISB (Informacyjna Służba Bezpieczeństwa) rosyjscy szpiedzy wywoływali sztucznie sprzeciw społeczeństwa czeskiego wobec rozmieszczenia radaru systemu antyrakietowego Stanów Zjednoczonych w Czechach, poprzez ich kontakty w 2007 z przeciwnymi tarczy antyrakietowej: politykami, organizacjami pozarządowymi i mediami.
Negocjacje Czech z USA w sprawie radaru zakończyły się głównym porozumieniem w tej sprawie na szczycie NATO w Bukareszcie na początku kwietnia 2008 roku. Czesi domagali się od USA by w kontraktach związanych z budową bazy radarowej brały udział czeskie przedsiębiorstwa, które mają zarobić na budowie bazy 90 mln dolarów amerykańskich, oraz chcą dostać od Stanów Zjednoczonych system Patriot PAC-3 i 2 samoloty transportowe C-130 Hercules. Amerykanie chcieli z kolei mieć możliwość stacjonowania swoich wojsk poza bazą radarową w innych częściach kraju. Prezydent USA George Walker Bush podczas spotkania z premierem Czech Mirkiem Topolánkiem 27 lutego 2008 powiedział na temat negocjacji w sprawie umieszczenia w Czechach radaru systemu antyrakietowego: „Jestem pewny, że sfinalizujemy je bardzo szybko.”. Dodał jeszcze, iż porozumienie USA z Czechami jest bliskie. Czechy w minimalnym stopniu współpracowały z Polską w sprawie negocjacji z USA, dzięki czemu nawet gdyby Polska zawiesiła własne negocjacje z USA, to Czechy i tak podpiszą porozumienia na budowę bazy radarowej. Czechy także były awaryjną lokalizacją bazy antyrakietowej GMD, zamiast Polski. W rozmowie z „Mladą fronta DNES” były szef MDA gen. Ronald T. Kadish potwierdził, że jeżeli w Polsce nie powstanie baza tarczy antyrakietowej, to w Czechach jednak powstanie baza radarowa.
Były minister Spraw Zagranicznych Czech Alexandr Vondra uważał w 2008, że jeżeli stacja radarowa nie powstanie w Czechach, to powróci powszechny obowiązkowy pobór wojskowy w tym kraju, który został zniesiony w 2005. Poparcie dla budowy stacji radarowej wyraził także były prezydent Václav Havel.
W kwietniu 2008 r. Raytheon Integrated Defense Systems dostał kontrakt od Agencji Obrony Antyrakietowej o wartości 400 milionów US na rozwój i uruchomienie europejskiego radaru GBR, z czego 5,3 mln dolarów na wstępne analizy w 2008.
8 lipca 2008 minister spraw zagranicznych Czech Karel Schwarzenberg z Condoleezzą Rice podpisał w Pradze główną umowę w sprawie budowy na terytorium Czech bazy radaru GBR. Umowa ma zostać ratyfikowana przez czeski parlament, i podpisana przez prezydenta Václava Klausa. Czechy negocjują jeszcze z USA warunki: współpracy naukowo-przemysłowej oraz stacjonowania żołnierzy USA w tym kraju.
Główne punkty wynegocjowanego porozumienia czesko-amerykańskiego zakładają, że:
- USA i Czechy zobowiązują się o wspieraniu budowy systemu obrony antybalistycznej NATO, a systemu amerykański ma z nim ściśle współpracować.
- Ameryka zobowiązała się chronić Czechy przed atakiem rakiet balistycznych, czy terrorystycznym.
- Wszystkie wizyty przedstawicieli państw nie podpisujących tej umowy zależą od zgody strony czeskiej.
- Żandarmeria czeska odpowiada za ochronę bazy, a amerykańscy żołnierze za sam radar.
- W bazie będzie urzędował czeski oficer.
- Państwo czeskie jest właścicielem terenu na którym znajdywać się będzie baza z radarem.
- Za wszelkie zanieczyszczenia środowiska naturalnego będą odpowiedzialne USA.

W 23 sierpnia 2008 podczas spotkania w Trutnovie Václav Havel wyraził przekonanie, iż jego zdaniem istnieje różnica między obecnością sojuszniczych amerykańskich żołnierzy na terytorium Czech związanych z radarem tarczy antyrakietowej, a najazdem przez ZSRR na Czechosłowację.
Stwierdził także na temat wyrażenia zgody przez parlament czeski na stacjonowanie radaru u nich, że: „Jeśli się na to nie zgodzi i będzie ona w Polsce, a radaru nie będzie, znajdzie się w jakimś innym kraju. Ameryka nas za to nie napadnie, ani nas nie wytarga za uszy, ale nam tego nie zapomni”.
27 listopada 2008 r. senat czeski ratyfikował większością głosów (za 49, przeciw 32) porozumienie w sprawie ulokowania w Czechach amerykańskiego radaru systemu tarczy antyrakietowej.
W opublikowanym w niedzielę 28 grudnia 2008 wywiadzie dla „Die Welt” Karel Schwarzenberg zauważył, że kiedy Czechy oświadczyły, że w ich kraju powstanie radar tarczy antyrakietowej USA, to rosyjscy wojskowi w reakcji na to ogłosili, że wycelują pociski balistyczne w Czechy co, jak stwierdził, jest niedopuszczalne.

### W Gruzji
W 2008 planowano, że w Gruzji jako część systemu obrony przeciwrakietowej będzie znajdował się mobilny radar (Forward Based X-Band Radars) pracujący w paśmie X. Jego zadaniem będzie wspieranie GBR znajdującego się w Czechach, tzn. odróżnianie prawdziwych irańskich głowic bojowych od atrap w przestrzeni kosmicznej.
W 2008 planowano, że w radar zostanie zainstalowany w Gruzji w latach 2010–2011 i będzie kosztował 483,5 mln dolarów USA. Gruzja została wybrana jako miejsce jego instalacji z powodu bliskości do Iranu.

### W Europie
W 2008 planowano, że na terytorium Europy (w nieokreślonych państwach) w przyszłości powstaną bazy GMD, które będą wyposażone po 10 antypocisków GBI. Łącznie na kontynencie europejskim w pięciu bazach-wyrzutniach systemu GMD będzie się znajdowało 50 antyrakiet GBI. Nie wiadomo było wówczas w ilu stopniowej wersji (dwustopniowej lub trzystopniowej) będą te pociski GBI.

### We Włoszech
W 2008 planowano, że we Włoszech mają stacjonować mobilne lądowe samochodowe wyrzutnie pocisków antybalistycznych Kinetic Energy Interceptor (KEI). Antypociski te mają chronić Europę przed atakiem rakietowych pocisków balistycznych. Włochy razem z innymi państwami NATO rozwijają mobilny system rakietowy MEADS oparty na zestawach Patriot PAC-3, w celu zastąpienia nim starego systemu Nike Hercules. Włochy – według planów z 2008 – mają pokryć w 17% koszt tego systemu ocenianego na 23 miliardy dolarów US.

### W Niemczech
Niemcy współtworzą system Medium Extended Air Defense System (MEADS) mający zastąpić pociski Hawk, którego koszt – według planów z 2008 – mają pokryć w 28%. Na terytorium Niemiec stacjonują bataliony amerykańskich wyrzutni Patriot PAC-3, które – według planów z 2008 – docelowo w 2016 r. mają także należeć do systemu MEADS.

### W Norwegii
Amerykanie posiadają w koło miasta Vardø w pobliżu granicy z Rosją antybalistyczną stację radarową Globus II, będącą częścią globalnego systemu radarowego. Radar ten został zaprojektowany przez Raytheon, i najpierw w 1995 znajdował się w bazie Vandenberg Air Force Base jako AN/FPS-129 HAVE STARE. Posiada 27 metrową antenę, która potrafi wykryć obiekty o wielkości od 1 do 10 cm, radar działa w paśmie X, a jego moc wynosi 200 kW. Budowa stacji radarowej w Norwegii rozpoczęła się w kwietniu 1998, a zakończyła się we wrześniu 2000, kosztowała 100 milionów dolarów, i została pokryta przez USA. Jest obsługiwany przez jednostkę wywiadu wojskowego Norwegii, która współpracuje z US Space Command (USSPACECOM). Globus II ma za zadanie:
- obserwować przestrzeń kosmiczną
- zbierać informacje z satelitów amerykańskiego strategicznego dowodzenia kosmicznego
- tworzyć obrazy w wysokiej rozdzielczości wybranych obiektów w kosmosie
- śledzić satelity na orbicie geostacjonarnej
- zbierać dokładne dane na temat głowic bojowych i rakiet lecących na USA (np. z Iranu)
- obserwować rosyjskie pociski balistyczne

Sama stacja radarowa z powodu swojej lokalizacji jest istotnym elementem systemu antyrakietowego USA.

### W Wielkiej Brytanii

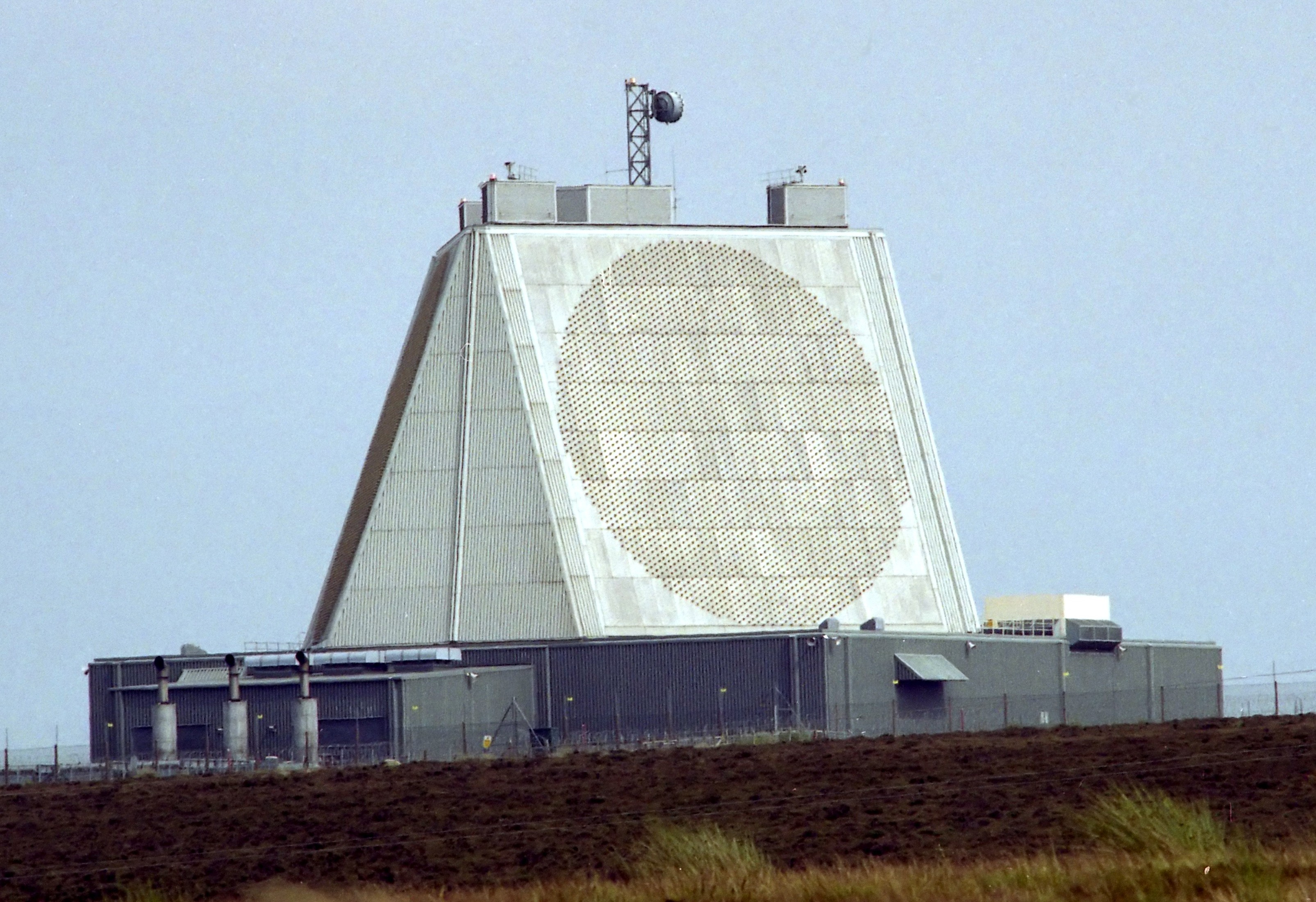
Radar systemu wczesnego ostrzegania BMEWS w bazie RAF Fylingdales

W Wielkiej Brytanii w bazie lotniczej RAF Fylingdales znajdującej się w hrabstwie North Yorkshire znajduje się radar firmy Raytheon systemu BMEWS (ang. Ballistic Missile Early Warning System – System wczesnego ostrzegania przed pociskami balistycznymi). Radar ten został zmodernizowany przez firmę Boeing, koszt modernizacji wyniósł 449 milionów funtów szterlingów. W ramach modyfikacji wyposażono go w anteny ze skanowaniem fazowym, pracujące w pasmach bardzo wysokich częstotliwości.

### W Danii/Grenlandii
Na Grenlandii (terytorium zależne od Danii) znajduje się radar systemu BMEWS. Radar ten znajduje się w bazie powietrznej w Thule, należącej do Sił Powietrznych USA. W 2008 ten radar przechodził modyfikację prowadzoną przez korporację Raytheon IDS, celem której było wyposażenie go w antenę ze skanowaniem fazowym pracującą w ultrawysokich częstotliwościach.

### W Turcji
W 2008 planowano, że Turcji będzie się znajdować mobilny naziemny radar FBXB (Forward Based X-Band Radars) AN/TPY-2 systemu THAAD oraz 4 wyrzutnie (baterie) tego systemu. W 2008 planowano, że Turcja ma dostać w zamian za ulokowanie tych elementów antybalistycznego systemu obrony USA od Amerykanów 1 mld dolarów na unowocześnienie swojej armii. Negocjacje z Turcją były prowadzone od wizyty sekretarza obrony USA Roberta Gatesa w Ankarze w lutym 2008 roku. W 2008 planowano, że elementy systemu antyrakietowego w Turcji mają być uzupełnieniem tarczy w Polsce, gdyż polska część systemu MD nie będzie chroniła: Turcji, Rumunii, Bułgarii oraz części Grecji przed pociskami balistycznymi.

### W Izraelu

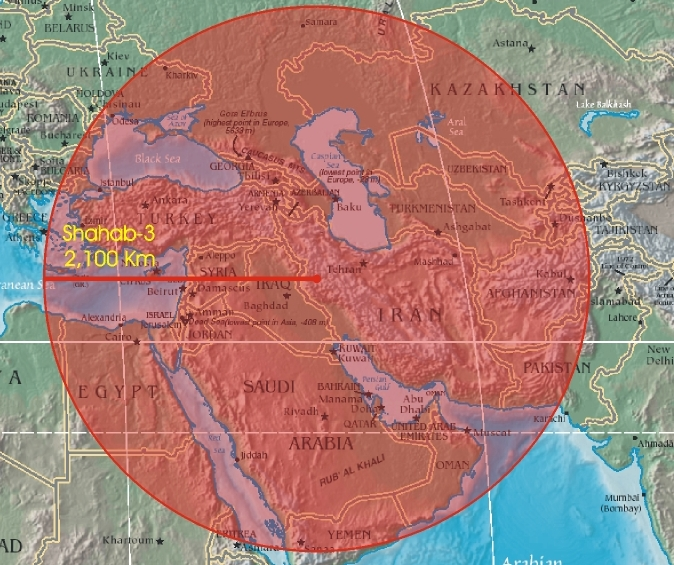
Zasięg irańskiej rakiety balistycznej Shahab-3

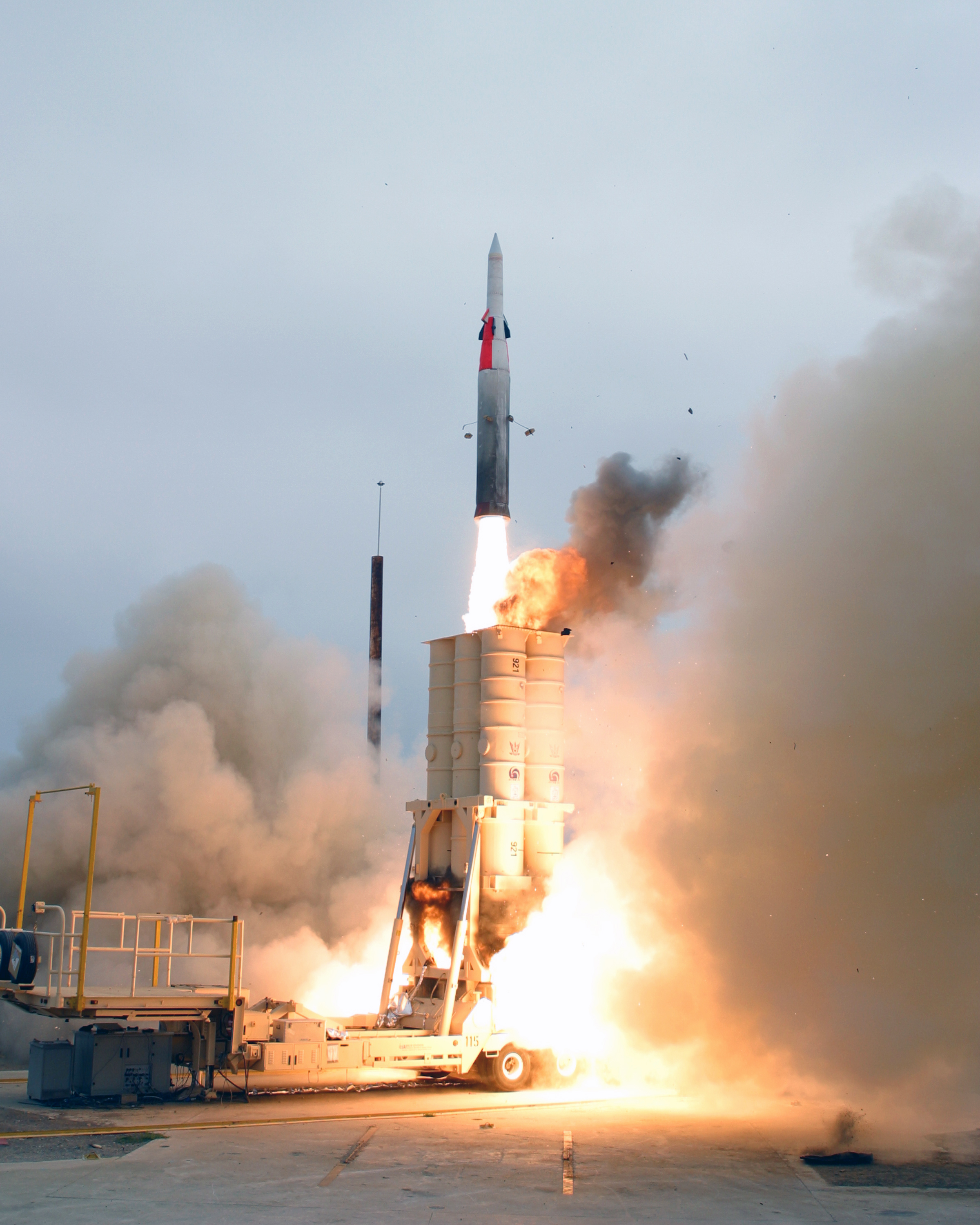
Pocisk antyrakietowy Arrow II podczas startu z wyrzutni

Izrael od dłuższego czasu współpracuje z USA przy opracowywaniu systemów broni przeciwrakietowych. W czasie I wojny w Zatoce Perskiej 18 stycznia 1991 Irak zaatakował Izrael pociskami Scud. Izrael użył przeciwko nim amerykański antyrakietowy system Patriot z rakietami PAC-2, nikt nie zginął z powodu ataku rakietowego. W 2007 państwo Izrael własnym wspólnie rozwijanym z USA systemem antybalistycznym Arrow 2 (Strzała). Mobilny radar FBXB został opracowany na podstawie radaru systemu Arrow EL/M-2080. Radar ten w ramach systemu Missile Defense był pierwotnie umiejscowiony w bazie sił powietrznych Izraela Newatim, a w 2007 był na pustyni Negev. System Chetz-2 służy do obrony przed balistycznymi rakietami średniego zasięgu, głównie z serii irańskich pocisków Shahab, a w szczególności przed Shahab 3, które swym zasięgiem pokrywają cały Izrael. W 2007 myślano, że w niedalekiej przyszłości armia Izraela zostanie wyposażona w mobilny system antybalistyczny THAAD, i w system rakietowy Patriot PAC-3.
W 2008 Northrop Grumman we współpracy z izraelską RADA Electronic Industries Ltd. rozwijał i budował megawatowy laser Skyguard High Energy Laser Defensive (Naziemny Wysokoenergetyczny Laser Obrony Powietrznej). Lasery te mają chronić miasta, i bazy wojskowe Izraela przed atakiem rakiet balistycznych, jak i kpr. ziemia-powietrze. Izrael wspólnie z Indiami rozwijał system przeciwbalistyczny Prithvi Air Defence (PAD) o zasięgu 85 kilometrów w oparciu na technologii hit-to-kill. System budowały w 2008 Israel Aerospace Industries (IAI) i indyjska agencja rządowa DRDO, w ramach współpracy Izrael skonstruował aktywny radar naprowadzający LRTR na bazie swojego radaru systemu Chetz-2.
W 2007 państwo Izrael rozwija bronie antyrakietowe w obawie przed rakietowym nuklearnym Holocaustem ze strony Iranu lub Syrii. Obawy są spowodowane tym, że Iran wspólnie z Koreą Północną rozwija rakiety zdolne osiągnąć cele w Izraelu i nie tylko, jak i najprawdopodobniej produkuje broń masowej zagłady (ABC): atomową, chemiczną i biologiczną. Sam Iran oficjalnie i publicznie deklaruje, że zniszczy Izrael w odwecie za ewentualny atak jego, i/lub USA na swoje terytorium. Syria z kolei także rozwija pociski balistyczne, oraz swój program atomowy wspólnie z Koreą Płn.

### W Indiach

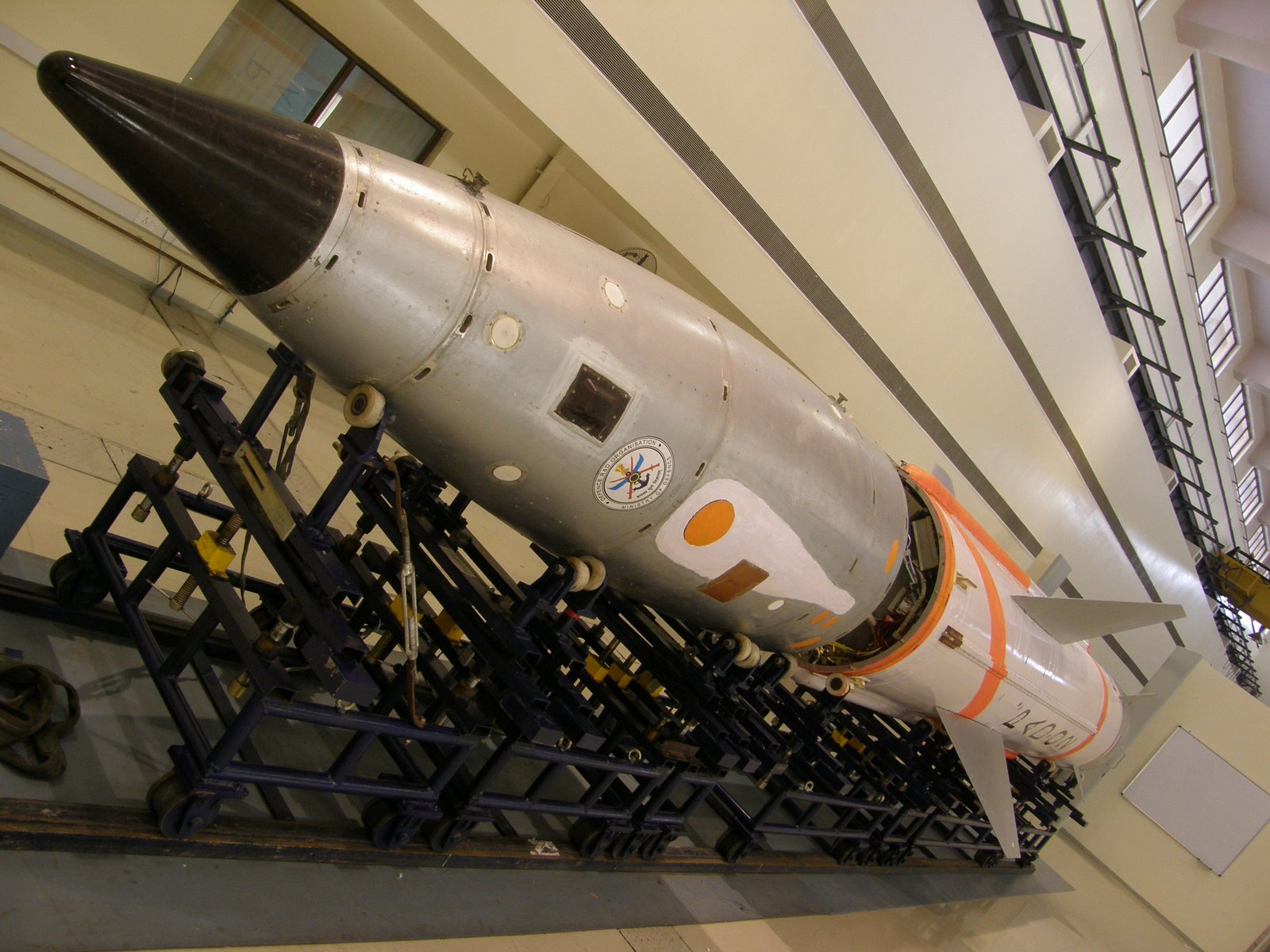
Pocisk antybalistyczny Pradyumna

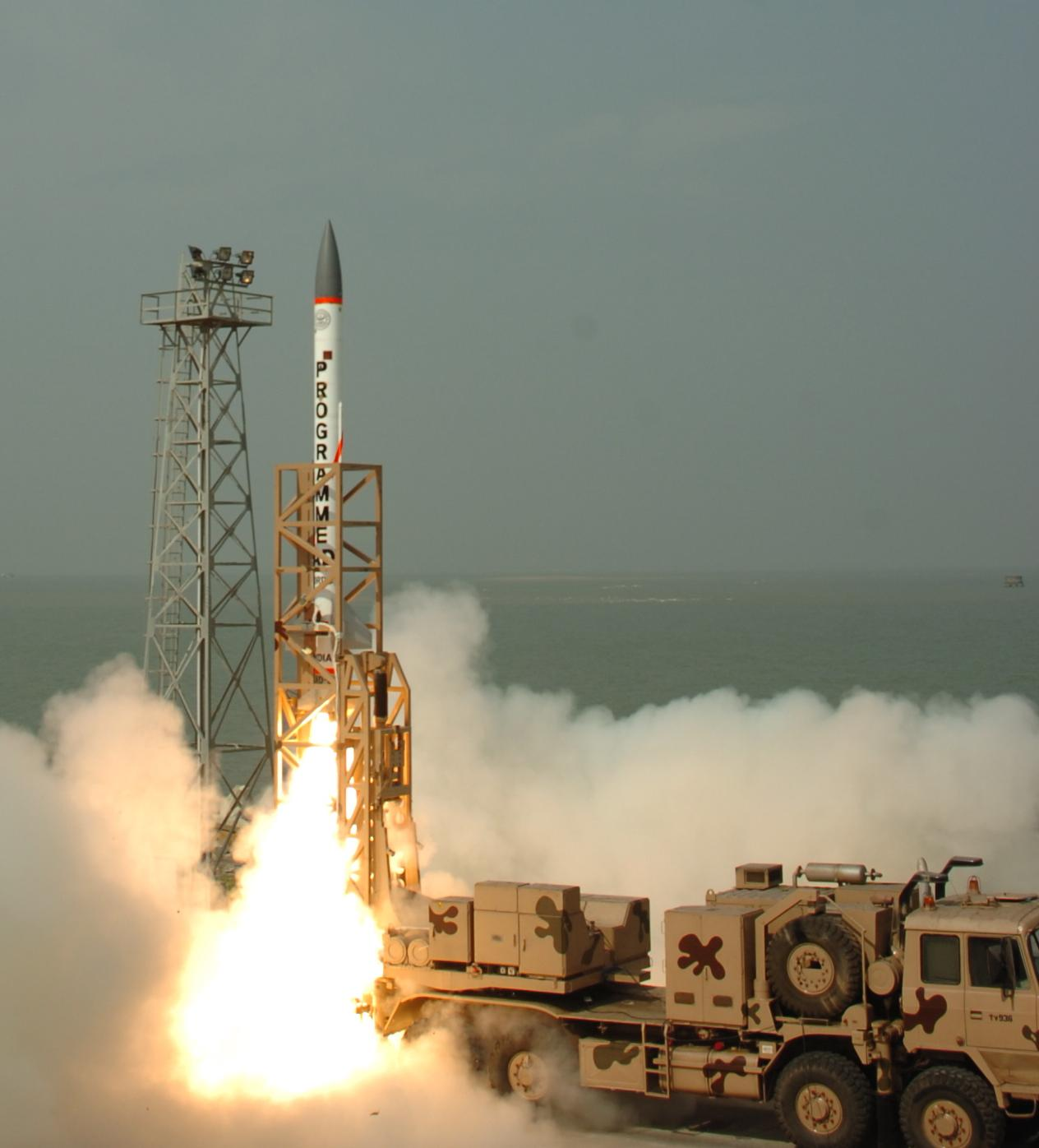
Pocisk antyrakietowy AAD

Indie w obawie przed pakistańskimi pociskami balistycznymi rozwijają systemy antyrakietowe. Planowano, że indyjska obrona antybalistyczna będzie się składać z dwóch części obrony w fazie startowej i końcowej.
Rządowa indyjska organizacja DRDO (ang. Defence Research and Development Organisation) wspólnie z izraelską korporacją Israel Aerospace Industries w 2009 rozwijały za 2,5 miliarda dolarów system Prithvi Air Defence mający przechwytywać rakiety w końcowej fazie lotu. System PAD składa się z: radaru naprowadzającego Swordfish Long Range Tracking RADAR (LRTR) mogącego wykryć 200 celów w zasięgu 600 kilometrów opracowanego przez Izrael z systemu Arrow 2 (który Indie chciały zakupić), oraz dwuczłonowych pocisków antyrakietowych Pradyumna o prędkości 5500 km/h, mających zwalczać pociski balistyczne krótkiego i średniego zasięgu przy pomocy głowicy kinetycznej na pułapie 85 km.
W 2009 rozwijany był też podobny do systemu PAD, system antyrakietowy AAD (Advanced Air Defence – Zaawansowana Obrona Powietrzna). Jednostopniowe pociski kinetyczne AAD strącają głowice bojowe na pułapie 30 km przy prędkości lotu 4,5 Ma, są naprowadzane na cel tak samo jak w systemie PAD przez radar Swordfish LRTR. Testy radaru rozpoczęto na początku 2009 i w roku 2009 uważano, że cały system ma być gotowy w 2015.
W 2009 konstruowane także były nowe dwa pociski antyrakietowe (AD-1 i AD-2) podobne do THAAD o dużych naddźwiękowych prędkościach lotu, służące do zwalczania pocisków rakietowych typu IRBM i ICBM. Według planów z 2009 testy nowych pocisków miały się odbyć się w 2011.
Do obrony w fazie startowej Indie rozwijają broń laserową. Broń tego typu doskonale nadaje się do zestrzeliwania pocisków rakietowych w początkowym etapie ich lotu, gdyż podgrzewa paliwo w pocisku doprowadzając do jego wybuchu podczas startu, a szczątki rakiety spadają na miejsce z którego ją wystrzelono. Indyjskie działo laserowe ma wejść do użytku w ciągu 10 lat.

### W Japonii

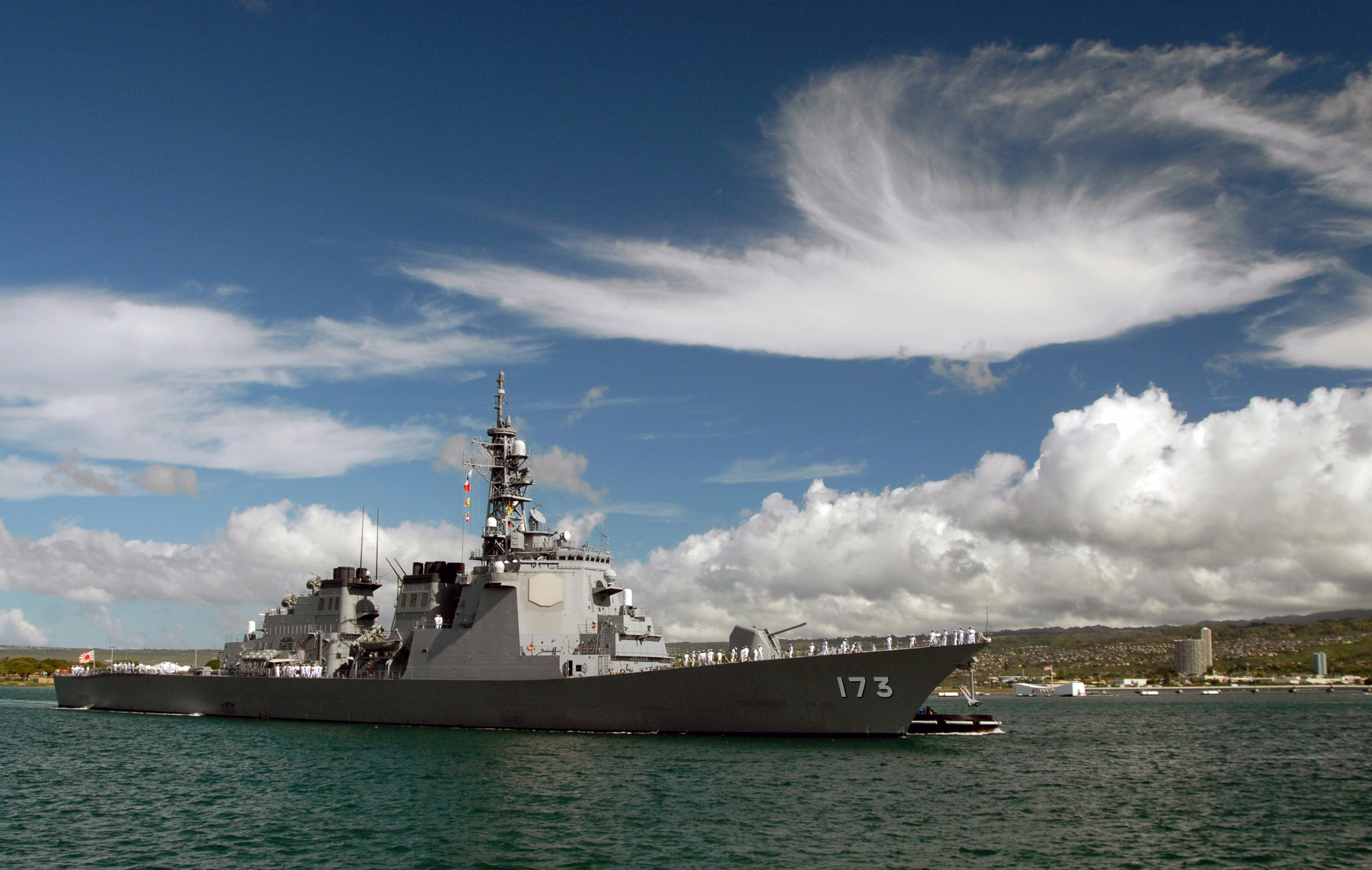
Niszczyciel rakietowy „Kongō” (DDG-173)

W Japonii zintensyfikowano prace nad systemami antyrakietowymi po testach Korei Północnej z użyciem broni atomowej, pocisków balistycznych No Dong-1 i Taep’o-dong 2, które przeleciały ponad terytorium Japonii.
W związku z próbami rakietowymi Korei Płn. Japonia rozpoczęła rozmieszczać naziemny mobilny system antybalistyczny Patriot PAC-3 koło Tokio, wyposażony w rakiety PAC-3 produkcji amerykańskiej. W 2007 planowano, że w 2011 roku ma być w Japonii 30 wyrzutni Patriotów wyposażonych w 70 pocisków PAC-3, w 11 bazach wojskowych na terenie kraju do ochrony ważnych ośrodków miejsko-przemysłowych. W 2007 planowano, że USA sprzedadzą Japonii mobilny system antybalistyczny THAAD. W 2007 roku japońska marynarka posiadała jeden okręt wyposażonych w antyrakietowe pociski SM-3 którym był niszczyciel „Kongō” (DDG-173) należący do systemu Aegis BMD. Wcześniej do tegoż okrętu Japonia zakupiła od USA za 458 milionów dolarów dziewięć pocisków antybalistycznych SM-3 Block I z zasobnikami MK 21 Mod 2 i częściami zamiennymi oraz dokumentacją techniczną. W 2007 planowano, że w 2010 r. wszystkie cztery japońskie niszczyciele rakietowe typu Kongō będą uzbrojone w antypociski SM-3.
Japonia współpracuje z USA przy budowie wspólnej „tarczy antyrakietowej”, efektem tej współpracy miały być opracowywana nowa wersja morskiej antyrakiety Standard SM-3, oraz japoński system antybalistyczny (kosztujący 9 mld dolarów do 2012 r.) zintegrowany z amerykańskim GBMD. Nowa rakieta miała niszczyć pociski balistyczne średniego i międzykontynentalnego zasięgu, a – według planów z 2009 – miała pojawić się ma na uzbrojeniu jednostek USA i Japonii w 2016 roku. W ramach systemu MD w północnej Japonii w bazie lotniczej w okolicach wsi Shariki znajduje się radar FBXB, a następny podobny ma zostać zainstalowany tam. Radar ten ma w kosmosie odróżniać prawdziwe głowice bojowe od atrap. W 2009 planowano, że w Japonii zostanie zbudowana amerykańska baza komponentu GMD z pociskami GBI (najprawdopodobniej 10 antyrakiet), nie była jest jednak liczba stopni i liczba GBI, a informacji o planach rozmieszczenia GBI w Japonii nie potwierdzały wtedy źródła amerykańskie. Celem budowy w Japonii systemu Missile Defence jest ochrona Japonii i regionu przed atakiem pocisków balistycznych z Korei Północnej. Rakietowe pociski balistyczne wystrzelone z Korei Północnej w stronę USA lub Japonii, zostaną zniszczone przez antypociski GBI z bazy GMD w Japonii, antypociski systemu morskiego AEGIS BMD.

### W Stanach Zjednoczonych

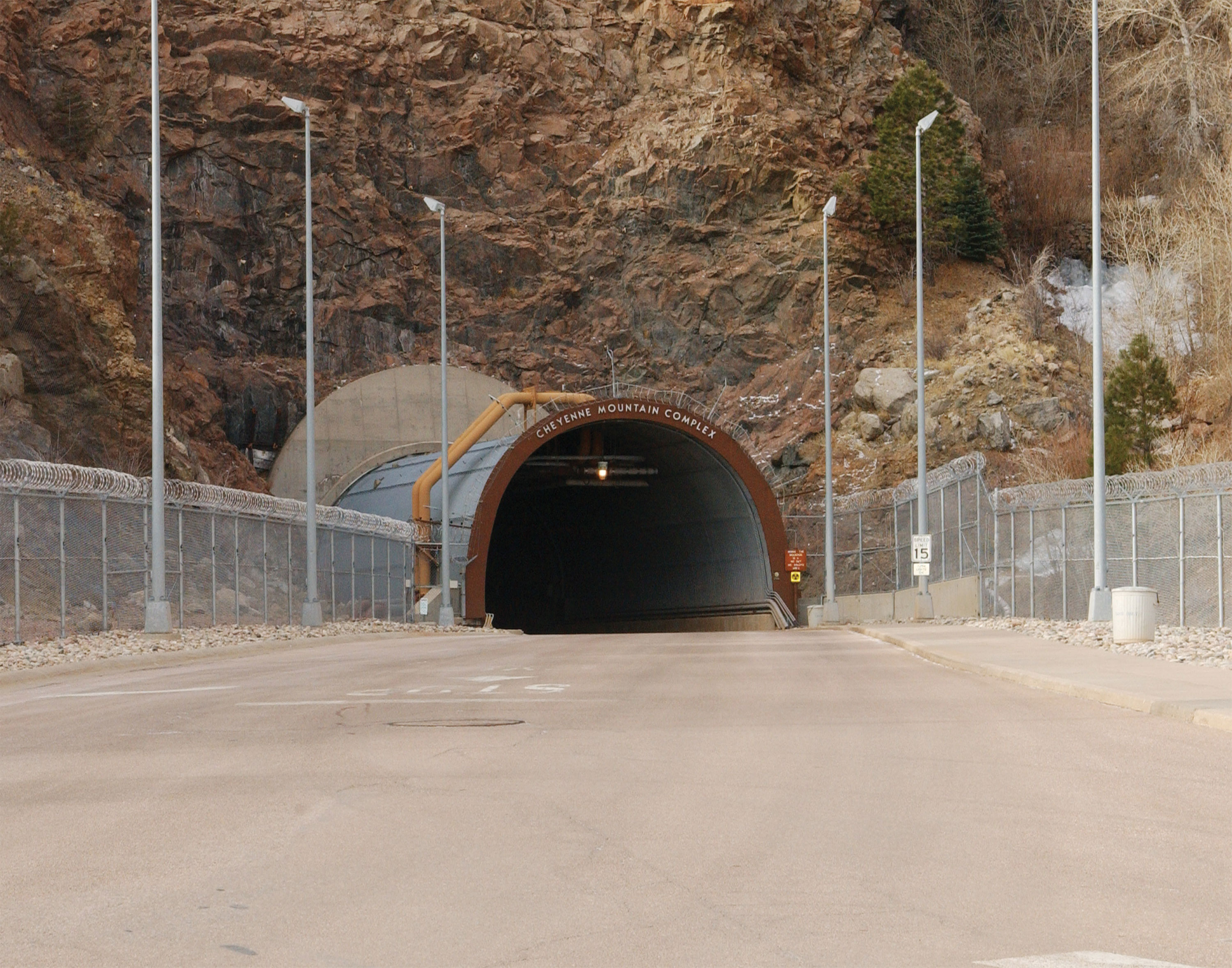
Wjazd do bazy NORAD w górze Cheyenne

W Stanach Zjednoczonych Ameryki znajduje się w bazie NORAD pod ziemią centrum sterowania globalną tarczą antyrakietową.
Według ekspertów w tym generała, prof. S. Kozieja prezydent USA Barack Obama, z resztą demokratów nie anulują programu budowy tarczy antyrakietowej, gdyż obawiają się państw niebezpiecznych: „Amerykanie będą kontynuowali program obrony przeciwrakietowej. Wiąże się on z zagrożeniem ze strony nuklearyzacji Bliskiego Wschodu, która moim zdaniem jest nieunikniona wobec uzyskania broni nuklearnej przez Iran i tendencji sunnickich”. Stanisław Koziej i inni specjaliści uważają, że administracja demokratów zmieni priorytet budowy komponentu lądowego wspieranego przez republikanów na rzecz rozwoju kosmicznego systemu. Kosmiczny komponent jest najbardziej skomplikowaną częścią globalnej tarczy antyrakietowej, lecz bez niego system tarczy antyrakietowej nie ma charakteru globalnego, i jego możliwości są bardzo ograniczone – co czyni ten komponent niezbędny oraz najważniejszy dla działającej w pełni tarczy.
Demokraci uważają podobnie jak eksperci, że dla efektywnego działania systemu antyrakietowego najważniejszy jest rozwój części kosmicznej, a w drugiej kolejności komponentu lądowego itd. Z kolei Republikanie twierdzą iż najpierw powinno się skupić na budowie systemu lądowego, choć podobnie jak partia demokratyczna są zwolennikami umieszczenia systemu antybalistycznego w kosmosie (choć w innej kolejności). Obie partie także zgadzają się w kwestii by przeznaczać duże ilości środków na dokończenie rozwoju aktualnie najbardziej zaawansowanych konstrukcyjnie prac w tym m.in. komponentu morskiego.

## Rosyjskie pociski balistyczne krótkiego zasięgu
Rosja ustami wysokich urzędników cywilnych i wojskowych wielokrotnie podkreślała, że w przypadku powstania bazy pocisków GBI w Polsce i stacji radarowej w Czechach, staną się te instalacje celem rosyjskiego ataku w razie wystrzelenia jednego z rozmieszczonych w Polsce pocisków. Jednakże wielu specjalistów i analityków cywilnych oraz wojskowych uznawało, że jakkolwiek mieści się to w ramach tzw. asymetrycznej odpowiedzi, jednakże oświadczenia te są w większej części nakierowane na psychologiczne działanie na społeczeństwa Polski i Czech, z drugiej zaś strony, są elementem wewnętrznej polityki Rosji. Twierdzili również, że bez względu na istnienie bądź nie w Polsce amerykańskiej bazy antybalistycznej, pięć rosyjskich brygad zostanie wyposażonych w pociski balistyczne krótkiego zasięgu Iskander-M oraz będą rozmieszczone na terytorium Białorusi oraz obwodu królewieckiego do 2015 r., a z uwagi na ograniczenia nałożone traktatem INF zakazującego USA i Rosji posiadania pocisków o zasięgu powyżej 500 km (IRBM), w ich zasięgu z tych lokalizacji będzie jedynie terytorium Polski. Jednak ich twierdzenia zostały zweryfikowane po zmianie projektu elementów systemu tarczy antyrakietowej w Polsce i Czechach, gdyż z powodu anulowania budowy bazy pocisków GBI i radaru ówczesny prezydent Rosji Dmitrij Miedwiediew zmienił decyzję i ostatecznie koło granicy Polski nie będą znajdowały się baterie Iskanderów.